# Música de Chile
La música de Chile se refiere a la música creada en Chile o por chilenos en el extranjero, que forma parte de su cultura. También incluye la música de los pueblos indígenas que habitaban en el Chile actual. El 4 de octubre fue declarado como el «día de la música y de los músicos chilenos» en conmemoración del natalicio de Violeta Parra.

## Música indígena

### Antecedentes
Antes del descubrimiento y conquista de Chile, la música chilena era en realidad la música de los pueblos indígenas, de la cual se conservan solamente algunos fragmentos y nociones.
Previo a la llegada de los europeos, no existían las fronteras que hoy encontramos en Latinoamérica. Por esta razón, no podemos referirnos a la música prehispánica como «música de Chile», y esto aplica a cualquier otro país americano de los que existen hoy. Sin embargo, la música existió en América cientos de años antes de la conquista europea, y muchas de las características e instrumentos musicales de la música prehispánica forman hoy parte del folclore y la tradición musical del país.
Las excavaciones arqueológicas muestran que existían una gran variedad de instrumentos musicales incluso, mucho antes de la llegada del Inca. Estudios científicos de los restos dejados por las culturas nazca y mochica revelan la existencia de sistemas teóricos bastante evolucionados, que incluyen la presencia de intervalos menores del semitono, cromatismos y escalas de cinco, seis, siete y ocho sonidos. equivalente a sus contemporáneos de Asia y Europa.
El sociólogo Carlos Keller señala que, así como los aztecas respecto a los mayas y los romanos respecto a los griegos, el inca tomó las costumbres y tradiciones de los pueblos que conquistó y las incorporó como propias. La música inca toma elementos de las culturas chimú, aimara y nazca entre otras. Se cree también, que la cultura inca fue la primera en América en desarrollar un sistema formal de enseñanza musical.

Distribución de los pueblos prehispánicos y de Isla de Pascua.

### Los atacameños
Cuando los incas avanzaron hacia el sur (hoy norte de Chile), se encontraron con diferentes pueblos nativos, y absorbieron buena parte de sus culturas, especialmente de los atacameños o “licanantai”. Este pueblo agrícola-alfarero tenía una organización admirable, y un alto desarrollo cultural, incluida cueca, que tuvo gran influencia en la civilización incaica. Descendientes de los antiguos changos, los atacameños hablaban la lengua kunza, y sus estructuras sociales, tecnología y cultura espiritual estaban condicionadas por el medio ambiente complejo del desierto. Los atacameños, a su vez habían sido influenciados enormemente por los nazca, una sociedad organizada que ocupó buena parte del desierto de atacama, principalmente la zona costera y central, y que se extendió a lugares tan lejanos como el valle central de Chile. Los atacameños fueron conquistados por los incas en el siglo XV, parte de ellos se refugió entre la Cordillera de los Andes y el Salar de Atacama, donde hoy están las localidades de Toconao, Socaire y Peine.
Del repertorio musical de los actuales atacameños, llama la atención el uso sistemático de melodías de tres notas organizadas en forma de acorde, conocido como trifonia, común a muchas otras culturas aborígenes.
Los instrumentos más utilizados son el pututo, la caja chayera de doble parche y el cencerro tradicionalmente llamado chorromo, constituido por campanillas metálicas sin badajo que en la actualidad se reemplazan por triángulos u otros sonajeros metálicos.
El cauzúlor también llamado talátur, es una celebración que se realiza anualmente en la localidad de Caspana, y que pertenece al género de lo que se conoce en las comunidades rurales como minga (en quechua "Minka") o trabajo comunitario de siembra, cosecha o construcción. El cauzúlor consiste en un ceremonial cantado y danzado, que se efectúa en la segunda mitad de agosto, al terminar la faena comunitaria de la limpieza de canales de regadío agrícola.
Su propósito es el de agradecer los dones recibidos de la Pachamama y de solicitarle abundancia de aguas y fecundidad de las cosechas, así como también la paz y prosperidad general al pueblo. Cuando se libera el agua en el canal limpio, se acompañan las ofrendas de maíz y vino, que en ella se vierten, con un canto lento, que cobra rapidez y participación masiva cuando termina la ceremonia en el pueblo.
En las localidades de Peine y Socaire, región de Antofagasta, el talátur se celebra en fecha variable entre agosto y octubre en las mismas características y función que el cauzúlor, y centra su propósito en la obtención de las aguas para fertilizar la tierra. Aquí interviene el canto colectivo, acompañado por el clarín, pututo y chorromo, que comienza con una invocación a las aguas y riachuelos de la zona, y prosigue dirigiéndose a las montañas vecinas.
Aunque kunza es un idioma extinto, hoy en día aún se conservan en topónimos y cantos ceremoniales ancestrales en este idioma, la lengua Atacameña original.     :

### Los mapuches

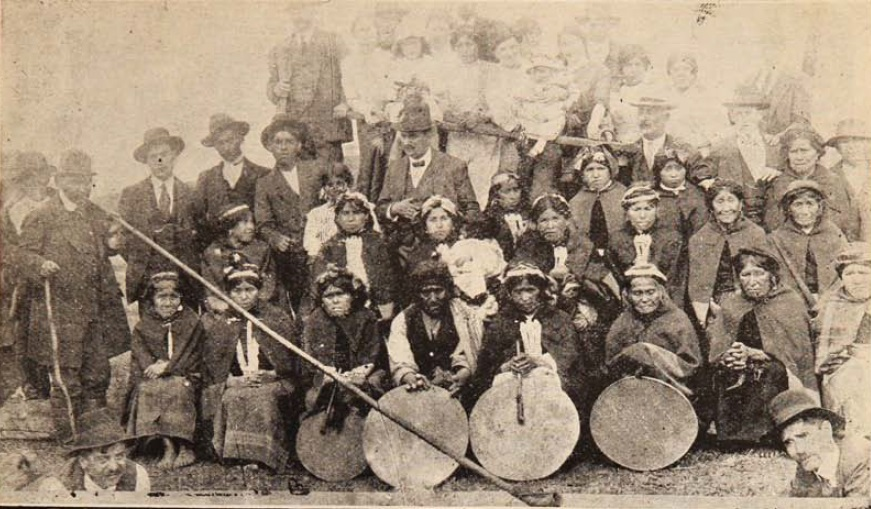
Banda mapuche en 1916.

Los mapuches son la etnia indígena mayoritaria en Chile. Habitaban desde Copiapó en el norte de Chile, hasta Chiloé en el sur. Los mapuches nunca fueron conquistados por los incas y por tanto su música se diferencia de las culturas de influencia andina del norte del país. Los cronistas españoles observaron sus rituales musicales con atención y tomaron nota, lo que ha permitido comparar los primeros encuentros, con la música mapuche moderna.
El historiador y etno musicólogo Samuel Martí escribió "El indígena no canta o baila para exhibir su destreza o sus conocimientos, ni tampoco trata de entretener o adular al espectador. El indígena canta y baila para honrar y propiciar a sus dioses ancestrales". Los mapuches cantan y bailan para honrar a Ngenechén (también conocido como Nenechén, Ngünechén, Nguenechén, Guenechén, Guinechén, Guinechena, Guienapun o Huenechen). Aunque existen composiciones amorosas y canciones acerca de la tierra natal, su música tradicional es principalmente religiosa, y sus melodías de temple monótono y triste.
También tenían ceremonias especiales, donde se unía la danza con la música, como el lepún, ceremonia agraria, el machitún y el nguillatún. Actualmente han surgido intentos, tanto de mapuches como de no mapuches de funcionar o de desarrollarla utilizando técnicas composicionales modernas y el uso de la tecnología. Se han empleado sintetizadores y samplers. Dentro de esta línea destaca la compositora argentina-mapuche Beatriz Pichimalén.
El representante franciscano Luis Jerónimo de Oré (Lima aprox. 1598) notó que los niños indígenas aprendían canciones a una edad muy temprana, y demostraban tener una excelente memoria y sentido del ritmo. De Ore, se dio cuenta de que estas habilidades podrían ser una herramienta de evangelización y adoctrinación religiosa, y propuso que se enseñaran los rezos e himnos cristianos en el idioma de los nativos. El mismo método fue usado en Chile por los sacerdotes Jesuitas. Bernardo Havestadt visitó Chile en 1777, y luego publicó en Westfalia un documento que contenía 19 himnos mapuches acompañados por música de estilo europeo.
A diferencia de los pueblos Andinos, los mapuches no desarrollaron un sistema teórico musical formal, pero en la práctica, existía uno dado por las limitaciones físicas de sus instrumentos. La técnica para tocar estos instrumentos se ha preservado durante cientos de años, transmitida de generación en generación. En el siglo diecisiete el cronista español Alonso González de Nájera describía la música de los mapuches como "más triste que alegre" y los instrumentos como tambores y flautas hechos de canillas de españoles

#### Instrumentos musicales mapuches
|         |
| Cultrún |

|         |
| Pifilca |

|          |
| Trutruca |

Entre los Instrumentos de viento se puede encontrar
- Trutruca, o trutruka: similar a una trompeta, recta o con forma de espiral, hecha de colihue (Chusquea culeou) con una boquilla lateral en un extremo y un cuerno de vacuno para amplificar en el otro.
- Ñolkin: similar a una trutruca pero más pequeña, hecha de una caña del mismo nombre, el sonido del Ñolkin se obtiene aspirando.
- Pingkullwe, o pinquilhue: Flauta traversa de coligüe (Chusquea culeou), con cinco orificios de digitación.
- Pifüllka or pifilca: de las familias de las flautas, sin aerófono (extremo cerrado) se fabrica en madera, y se toca en pares.
- Kull kull: Trompeta hecha a partir de un cuerno de vacuno, utilizada para llamadas.

Entre los instrumentos de cuerda
- Kunkulkawe, está entre los más comunes, conocido en otras culturas como Pawpaweñ, Latajkiaswole, o Alenta-Ji-Wole. Consiste en un arco doble frotado.
- Arco musical o Arco de boca.[10]

Entre los instrumentos membranófonos
- Makawa también llamado Kakel Kultrung, consiste en un tambor de doble parche, llamado antiguamente kakel kultrun.
- Kultrun o Cultrún, es un timbal ceremonial cuya membrana consiste en un cuero de caballo o caprino, con objetos que suenan en su interior. Se toca con uno o dos palos, y en la membrana (cuero) lleva un dibujo que representa las cuatro esquinas del mundo (Meli Witran Mapu) que son una parte fundamental de la cosmogonía mapuche; es el instrumento distintivo del o de la Machi, y junto con las cascahuillas son de uso casi exclusivamente ritual.

Entre los instrumentos idiófonos están
- Kadkawilla o cascahuilla, a un sonajero formado por una correa de cuero y entre cuatro a seis cascabeles. Se toca junto al cultrún y la wada.
- Wada o huada, un instrumento hecho de una calabaza con piedrecillas o semillas en su interior.[11]

### Los fueguinos
La música autóctona del extremo sur de Chile, fue producida por los fueguinos (habitantes de tierra del fuego), entre ellos se incluyen los tehuelches, selknam, yaganes y los kawésqar
Se sabe que el estadounidense Charles Wellington Furlong además de recolectar herramientas y utensilios de caza, grabó canciones de los selknam y yaganes en su exploración de la Patagonia chilena (1907 - 1908). Eran canciones simples, que imitaban el sonido de los animales y el canto de las aves. Como instrumentos, utilizaban bastones de madera con los que golpeaban el suelo, y otras piezas de madera. Se utilizaban principalmente para ceremonias rituales.
- Tehuelches

Los cantos tehuelches estaban relacionados con temas vitales como nacimiento, muerte o bodas, y eran muy simples, repetitivos y de métrica irregular. Ocasionalmente utilizaban arco musical para acompañar los cantos, frotado con un hueso de cóndor o de guanaco.
- Onas

Los primeros exploradores consideraron a los onas, como menos primitivos que yaganes y alacalufes, conocemos descripciones del uso de canciones en curaciones que realizaba el médico o brujo. "Este daba vueltas alrededor del enfermo, que estaba de rodillas y desnudo sobre una manta, tras lo cual "se acerca poco a poco estrechando el círculo y cantando con ritmo lúgubre y monótono palabras incomprensibles en un tono a veces fuerte, y a veces bajo, o muy bajo". Más tarde, el Padre Martin Gusinde (1923) relataba que había podido asistir a una ceremonia secreta del Hain, o también conocido como Kloketen, un ritual masculino de iniciación, que duraba seis semanas. En la ceremonia se ejecutaban algunos bailes fálicos parecidos a los que había visto en tribus del Amazonas. En esa oportunidad, el Padre Gusinde encontró tal deterioro físico en la raza ona, que calculaba "que en diez años más subsistirá solo un puñado de onas, y no sabrán nada de la idiosincrasia de su pueblo".
- Alacalufes

Los alacalufes, fueron considerados una especie de "sociedad paleolítica viviente", y su cultura es de alto interés para la antropología, pues sus raíces datan del tiempo del origen del hombre en América. Su repertorio está estrechamente ligado a ceremonias rituales y a actividades cotidianas, donde destacan cantos onomatopéyicos acompañados de mímica y pantomima, tales como cantos de pájaros para atraer la caza, canciones descriptivas o anecdóticas, de entretención, de amor, burlescas, o de cuna. Se caracterizan por el uso de sílabas sin significado, por frecuentes interrupciones en la articulación de ciertas palabras y por la ausencia de instrumentos musicales, aunque utilizaban silbatos de hueso de pájaro y primitivos instrumentos de percusión.
- Yaganes

Hoy, existe un número muy reducido de yaganes o yámanas como también se les conoce, unos seis individuos de la etnia sin mestizaje. Aureliano Oyarzún Navarro describió la música que, en 1929 escuchó en una ceremonia de iniciación de la juventud yagana, Ilamada "Chiehaus", donde el canto y el baile eran las ocupaciones principales. En esta ceremonia se representaban los distintos animales de la fauna local, mediante pinturas corporales, bailes, movimientos y cantos repetitivos "El canto, -dice- sirve de distracción y para ahuyentar el Yetaite, o espíritu maligno que, según la creencia de los yaganes, es el enemigo encarnizado del cuerpo y la vida de los que asisten al Chiehaus. El baile procura movimiento a los miembros rígidos del cuerpo por falta de ejercicio, impide o paraliza la aproximación del mismo Yetaite. Para alejar a este enemigo maligno, se golpea también con palos y ramas las paredes de la choza del Chiehaus". En esta ceremonia, que dura varios días, "hay cierto número de canciones que solo se cantan en el Chiehaus. Generalmente, el director de la fiesta preside el canto, pero no es raro que se le reemplace también por otros ancianos. Los bailes, que son muy estimados, se dejan para las horas avanzadas de la noche. Se denominan según los animales que representan, y tienen por motivo principal la melodía, los movimientos y los caracteres de los animales que imitan. Los yaganes, termina Oyarzún, son verdaderos artistas en la representación de estos animales en sus bailes".
La cultura de yaganes y alacalufes tiene muchos elementos comunes, así como también influencia de los onas, un ejemplo, es el caso de la ceremonia del Kloketen de los onas, ya mencionada, que pasó a los yaganes con el nombre de Kina.

## El desarrollo de la música chilena
La música chilena está influenciada por la historia, y es tan variada como su geografía. El paisaje, el clima y la forma de vida varían mucho de norte a sur y de este a oeste. Así como la geografía, la inmigración europea y su mestizaje con los pueblos originarios, han dado origen a una cultura musical rica y variada.

### La Colonia
La música popular en el periodo colonial y durante el proceso de independencia estaba influenciada por la iglesia y por las bandas militares, pues en el país había pocos instrumentos y pocos lugares donde aprender a tocar un instrumento. Durante los siglos XVII y XVIII la organización musical española se hizo presente en todo el continente Americano con rigor y uniformidad. Esta organización, regia también para el repertorio musical que había de ser interpretado en el Reino de Chile. Sin embargo, unos pocos entre los más adinerados, podían costear el lujo de los instrumentos y la música europea, aun así, la música no era una prioridad para las élites de la época.
La Iglesia
En las iglesias más importantes como las catedrales de Santiago y Concepción, o La Serena y Valdivia, se cantaba música gregoriana y polifonía renacentista de las escuelas de Sevilla, Toledo y Roma, vale decir obras de Morales, Guerrero, Victoria y Palestrina.
Los cabildos eclesiásticos eran los encargados de mantener un conjunto de músicos, cantantes e instrumentistas para que adornaran los oficios religiosos. La supervisión general de la música catedralicia estaba a cargo del chantre y más tarde, del sochantre (encargado del Canto llano) y del maestro de capilla.
Existían normalmente dos coros con responsabilidades diferentes en los oficios religiosos, El Coro Bajo y el Coro Alto. El Coro Bajo interpretaba solo canto gregoriano y en el participaban eclesiásticos y niños llamados seises, le correspondía acompañar distintas partes de la misa, como el Introito, Kyrie, Gloria, Gradual, Alleluia, Tracto, Credo, Ofertorio, Sanctus, Agnus Dei, Comunión y las respuestas al celebrante.
El Coro Alto estaba encargado de la interpretación de obras musicales agregadas al oficio religioso, que "exaltaran la devoción". Estas eran, principalmente, obras polifónicas enviadas desde Lima, y las compuestas por el maestro de capilla.
La Catedral de Santiago fue la institución más importante del quehacer musical de la época. Además de los coros mencionados, contaba con dos organistas, un grupo de cantantes y los instrumentistas que formaban la orquesta de la Catedral. Esta orquesta participaba, además, en actos oficiales cívicos de la ciudad cuando eran requeridos. De hecho, en esta época, buena parte de los músicos están ligados a la catedral de Santiago, o a conventos religiosos.
El compositor más importante de la época colonial ligado a la catedral fue José de Campderrós, quien seguía el estilo Europeo de la época, tal cual lo conoció antes de salir de España. Campderrós llegó a Chile desde Lima, tras ganar un llamado público de la Catedral para reemplazar al maestro de capilla Francisco Antonio Silva, llamado que también se publicó en Buenos Aires. Otro español que llegó a Chile en esa época para concursar por la posición, fue Antonio Aranaz, aunque el lugar ya estaba ocupado por Campderrós, la estadía de Aranaz en Chile introdujo la bolera y dio auge al cultivo de la tonadilla escénica, que tendría especial importancia en el movimiento teatral chileno y en la afición por la ópera durante el siglo XIX.
Instrumentos
A comienzos del siglo XVIII en Chile se tocaban clavicordio, Espineta, Violín, Castañuelas, Pandereta, Guitarra y Arpa. Solo las dos últimas se fabricaban en Chile. A mediados del mismo siglo, Llegaron de Lima los Salterios y, a fines de este, los primeros pianos.
Además de unos cuantos pianos, al comenzar del siglo XIX existían en Chile entre 50 y 60 clavecines, algunas espinetas, 20 a 30 arpas, y una innumerable cantidad de guitarras.

### sigloXIX
En el siglo diecinueve, con el final del periodo colonial y la transición a una república independiente, la música y otros aspectos de la cultura, gradualmente comenzaron a adquirir una identidad nacional.
Durante este siglo comienzan a llegar más instrumentos, como los pianofortes, sustituyendo a los claves. En 1820 durante el gobierno Bernardo O'Higgins se publica un decreto que libera de tributos tanto a instrumentos musicales como a partituras. Esto, que seguramente pretende beneficiar a las bandas militares, facilitó el comercio de instrumentos y partituras, bajando su costo y beneficiando de paso a la población civil. El 20 de agosto de ese mismo año, se estrenó la primera melodía del himno nacional, compuesta por Manuel Robles; tal melodía permaneció como oficial hasta 1828, cuando fue reemplazada por la de Ramón Carnicer i Batlle. Por aquellos años se bailaba el minueto, rin, saraos, y la contradanza.
El propio O'Higgins poseía temperamento artístico refinado, y había aprendido piano en Londres. En su casa de Chillán mantenía uno de estos instrumentos, con el cual animaba encuentros sociales, y es sabido que ya al final de sus días en Lima, tocaba un armonio.
Es sabido también que otro de los próceres de la independencia de Chile, Manuel Rodríguez era aficionado a la música y cantaba con una hermosa voz de bajo.
Bandas militares
Durante el periodo conocido como la Patria Vieja las orquestas militares no tuvieron gran desarrollo. Se organizó una pequeña banda que en su mayor parte estaba compuesta por los músicos de la Catedral de Santiago. La dirigía el clarinetista Guillermo Carter, profesor de Juan José Carrera, y fue agregada al batallón de Granaderos. La primera vez que se escuchó en público fue para celebrar el tratado de Lircay. De ahí en adelante, la banda tocaba la retreta en las noches, saliendo de la Plaza de Armas en dirección del cuartel de San Diego. Sin embargo, jamás siguió a campaña a su batallón ni a ningún otro.
Tras la reconquista Española, la banda fue reemplazada por la del Real Regimiento de Talavera de la Reina, que constaba de 10 tambores mayores, 8 tambores segundos, 4 pífanos y 4 trompetas. Esta banda tocaba frente a la cárcel, y debido a las bellas canciones españolas que por primera vez se oían en Santiago, alcanzó cierto grado de popularidad entre la población.
El Ejército de los Andes, tuvo dos bandas: la del Batallón n.º 8, dirigida por Matías Sarmiento, y la del Batallón n.º 11, integradas por negros africanos y por criollos argentinos uniformados a la turca.
La base de ellas fue un conjunto de 16 esclavos que Rafael Vargas, vecino de Mendoza, envió a Buenos Aires para instruirlos en música. Además, encargó a Europa un instrumental completo, de manera que, a los pocos años, regresó a Mendoza una excelente banda de profesores que amenizaba las fiestas privadas y cívicas de la ciudad. Cuando San Martín declaró la libertad de los esclavos, Rafael Vargas le entregó sus músicos e instrumentos. Fueron estos quienes tocaron las llamadas de combate y los pasos de carga que, en la Batalla de Chacabuco y Maipú, enardecieron el arrojo de las tropas del Ejército Libertador. También deleitaron al pueblo durante la proclamación de Bernardo O'Higgins como Director Supremo de Chile, tres días después del triunfo de Chacabuco.
O'Higgins se interesó desde un comienzo por recuperar la actividad de las bandas militares. Se encargó de la instrucción del tambor mayor de las tropas ubicadas en San Felipe de Aconcagua; de establecer un depósito de tambores en el Batallón n.º 7 de Santiago, al que destinó diez músicos; de habilitar salas de ensayo en Palacio de La Moneda, y destinar seis trompetas al comandante de Granaderos a caballo.
Más tarde, se decretó la creación de una Academia Músico-Militar (22-07-1817) dotada de 50 jóvenes, bajo la dirección del teniente Antonio Martínez. De inmediato se encargaron instrumentos a Europa y Estados Unidos, y se nombró a Guillermo Carter como segundo comandante. Así se logró la formación de dos bandas. La primera, dirigida por Martínez, con 26 instrumentos, y la segunda, dirigida por Carter, con 33 instrumentos.
Al año siguiente, llegaron instrumentos y partituras de música militar a bordo de tres barcos que provenían de Boston, Londres y Liverpool. Estos, aumentaron el instrumental obtenido como botín de guerra en la Batalla de Maipú, el que se completó con una nueva compra que el Gobierno hizo en Inglaterra en 1822.
Más tarde, Diego Portales, que era un gran aficionado a la música, dio nuevo auge al desarrollo de las bandas militares, para lo cual nombró a José Zapiola Cortés como director de las bandas cívicas. Él mismo gustaba de marcar el ritmo con el pie y marchar junto a los soldados al compás de la música, alabando o criticando sus actuaciones.
José Zapiola, junto a José Bernardo Alzedo quien llegó a Chile al frente de la banda del Batallón No.4, después de las operaciones del Ejército Libertador en el Perú y Francisco Oliva -músico mayor del Batallón Colchagua y veterano de la campaña del Ejército Restaurador del general Manuel Bulnes-, son los músicos a quienes el país debe la organización definitiva de las bandas militares.
Durante estos primeros años de la república, gran cantidad de los músicos en Chile eran extranjeros. Entre 1822 y 1823, una ola de músicos extranjeros se avecindo en el país, entre ellos: Bartolomé Filomeno y José Bernardo Alzedo desde Lima, Perú; Juan Crisóstomo Lafinur desde Córdoba, Argentina; y la española Isidora Zegers Montenegro, quien se convertiría en una de las figuras más importantes de la música de este periodo y de toda la historia musical de Chile. Habiendo estudiado el arpa, la guitarra, el piano y canto con Federico Massimino en Europa, el conocimiento musical superior de Isidora fue bienvenido en las tertulias chilenas (reuniones sociales de personas educadas e interesadas en un tema) donde demostraba sus talentos y compartía sus conocimientos. Isidora Zegers también contribuye formalmente al desarrollo de la música chilena, cuando ayudó a formar el primer Conservatorio Nacional de Música, y más tarde, sería nombrada presidenta honoraria de la Academia Nacional del Conservatorio de Música.
Las Chinganas
La música popular también contó con un auge en esta época, los llamados "Bailes de la tierra" estaban normalmente prohibidos en los salones. En cambio, en las Chinganas que eran espacios abiertos de entretención popular, con música y comida, se bailaba La Zapatera, El Cuando, y la Zamacueca. Esta última, había llegado en 1824 desde lima, y con el tiempo evolucionaría en la Cueca. La cueca se convertiría más tarde en el baile nacional de Chile.
.
Sociedad Filarmónica

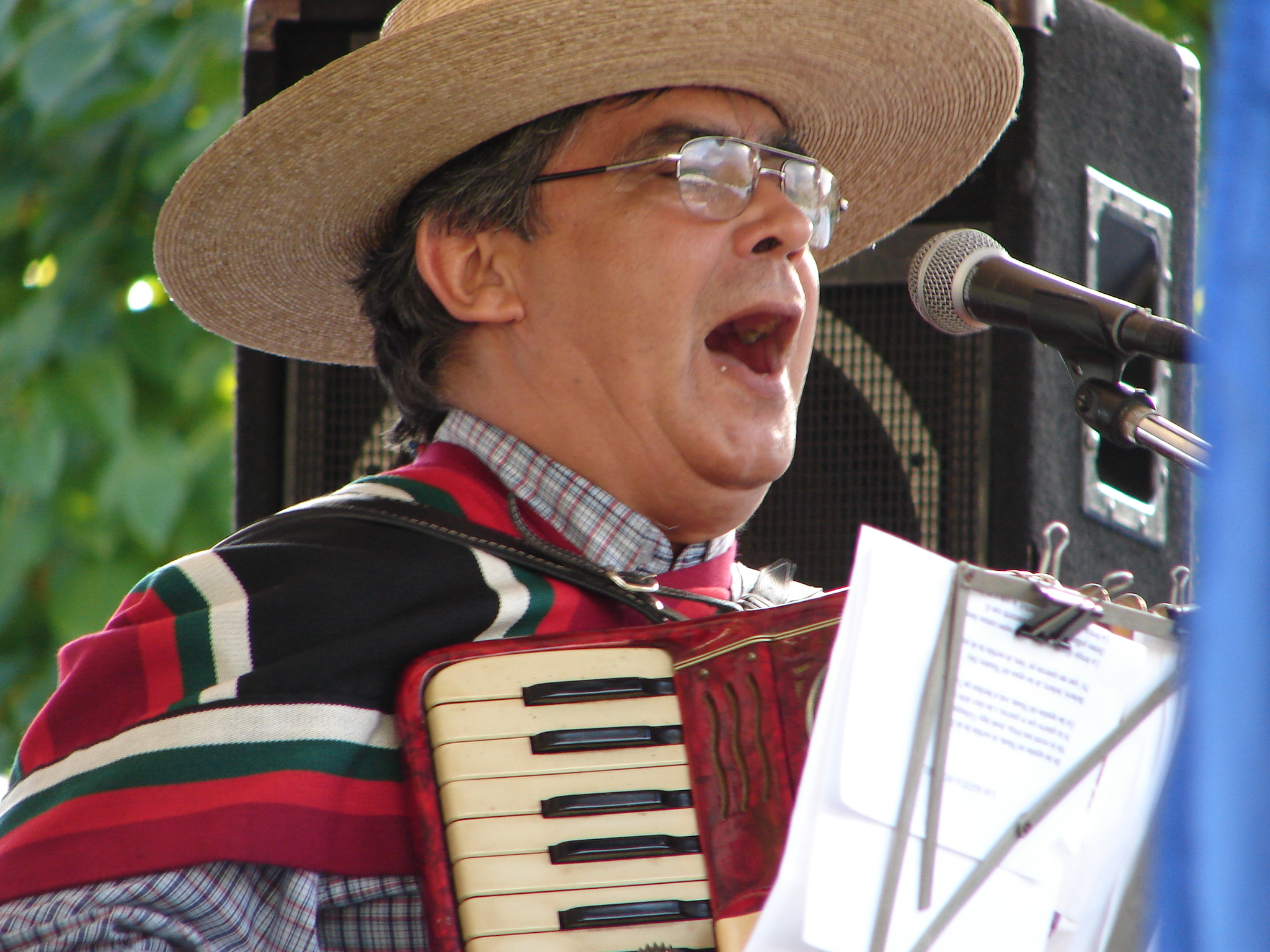
Huaso tocando el acordeón

Isidora Zegers, junto con José Zapiola Cortés y Manuel Robles Gutiérrez, fundaron en 1826 la “Sociedad Filarmónica” en Santiago, una organización de gran importancia por ser la primera en su género. Esta sociedad buscó impulsar el valor social de la música, especialmente entre la juventud.
La sociedad filarmónica realizó 6 conciertos entre 1926 y 1928, estos son un hito importante para el país, sin paralelo en las décadas que lo precedieron. La sociedad filarmónica, logró exponer la música más allá de los salones privados y las tertulias, a las que solo unos pocos privilegiados tenían acceso.
Tonadilla escénica
La tonadilla escénica, que en su forma más simple consiste en una canción a una voz, era un elemento imprescindible durante los entreactos de toda comedia o drama puesto en escena. Esta duraba entre 15 y 20 minutos y su argumento era jocoso o satírico. De ella derivó el sainete, con canciones y bailes populares de carácter cómico, acompañados de un pequeño grupo de músicos. El maestro Pedro Bebelaqua, profesor de clarinete y maestro de Diego Portales, había dirigido en Santiago, en el teatro de Arteaga, las tonadillas de Antonio Aranaz y otros compositores españoles.
Ópera en Chile
Pezzoni-Bettali fue la primera compañía lírica en actuar en Chile (1830). En la ciudad de Valparaíso estrenó El Engaño Feliz, ópera bufa de Gioacchino Antonio Rossini, autor ya famoso en Chile gracias a la influencia de Isidora Zegers. La compañía, interpreta además de Rossini, otras obras seleccionadas de Óperas italianas, entre cuyos autores estaban Mercadante, Cinci Paini y Paër.
El éxito de estas primeras presentaciones acelera el proceso de introducción del género en Chile. En 1844 son llamadas desde la ciudad de Lima, Teresa Rossi y Clorinda Pantanelli.
La primera ópera chilena fue compuesta por Aquinas Ried, médico cirujano, compositor y dramaturgo de origen bávaro, que se había radicado en Chile. Fue él quien aborda crear por primera vez el género en tierras chilenas. Entrega en 1846 el manuscrito de la Telésfora", Ópera heroica en tres actos, editada en la ciudad de Valparaíso. Esta ópera estaba escrita en castellano, lo que no era usual en la época. El texto estaba inspirado en las luchas por la independencia, lo que es otro factor que llamó mucho la atención, por desgracia, a causa de diversos inconvenientes no se pudo llevar a cabo la representación de este drama lírico, pero uno de sus coros, titulado '"Ea, campesinos, venid, fue arreglado por Guillermo Frick en 1855 y ejecutado con cierta regularidad.
El mismo Aquinas Reid va a seguir cultivando el género el resto de su vida, entre 1860 y 1869 (año de su muerte), compone Il Grenatiere, Walhala y Diana, dejando fragmentos de otras cuatro obras en diferentes estadios de elaboración.
La ópera italiana cobró gran fuerza en Chile, incluso en desmedro de otros estilos. Se hizo necesaria la construcción de un teatro adecuado, dando origen así al Teatro Municipal de Santiago, inaugurado el 17 de septiembre de 1857 con la ópera Ernani, interpretada por una compañía italiana especialmente contratada para la ocasión. Más tarde, mientras se re-construía el Teatro Municipal, afectado por un incendio que lo destruyó el 8 de diciembre de 1870, se levantó el Teatro o Alcázar Lírico, en Moneda, entre las antiguas calles de Peumo y Cenizas, actualmente Amunátegui y San Martín. Desde su estreno, las 1700 personas que albergaba asistían preferentemente a representaciones de opereta francesa y Zarzuela.
Al igual que Reid José Bernardo Alzedo intento componer una obra de este género, pero tampoco contó con éxito, llegando a completar únicamente la obertura de su ópera "La Araucana".
"La Florista de Lugano" y "Lautaro" de Eleodoro Ortiz de Zárate fueron las únicas ópera de compositor chileno escuchada en los escenarios del Teatro Municipal de Santiago durante el siglo XIX.
El último intento por presentar una ópera chilena durante el siglo pasado, correspondió a Remigio Acevedo Guajardo, quien, luego de estudiar la música mapuche y la tradición de ese pueblo, compuso el primer acto de su ópera Caupolicán.
Renato Zanelli
Segunda mitad del siglo XIX
La vida musical, que hasta entonces era mantenida mayoritariamente por la alta sociedad, empezó a encontrar cauces independientes. Los músicos profesionales se agruparon en círculos homogéneos, y los aficionados se independizaron de las sociedades filarmónicas para formar clubes y academias que proliferaron tanto en Santiago como en otras ciudades de Chile.
El auge de la música de cámara se hace cada vez más perceptible, y los compositores nacionales encuentran estímulo, como sucedió en la Escuela Nacional de Artes e Industrias, donde se premiaron composiciones de Félix Banfi, Raimundo Martínez, Federico Guzmán y Guillermo Frick.
El repertorio musical se enriqueció con obras de compositores hasta entonces desconocidos en Chile entre ellos, Beethoven. En Santiago, la colonia alemana iniciaba las "tardes musicales" del Deutscher Gesangverein, donde se interpretaban canciones populares alemanas.
Para el final del siglo diecinueve, los clubes de música y otras organizaciones privadas habían proliferado en Santiago, Copiapó, Concepción, Valparaíso, Valdivia y otras ciudades. Entre estas organizaciones se incluye: “Club Musical de Santiago” (Santiago, 1871), “Sociedad Musical Reformada“ (Valparaíso, 1881), “Deutscher Verein” (1853) y el “Club de la Unión” (Valdivia, 1879), “Sociedad de Música Clásica” (Santiago, 1879), y la “Sociedad Cuarteto” (Santiago, 1885). Y ya se vuelve común en los repertorios y recitales los nombres de Handel, Mozart, Beethoven.
Algunos de los personajes que fomentaron el desarrollo de la música en este periodo, fueron entre otros; Juan Jacobo Thompson, redactor de Las Bellas Artes, y creador del Orfeón de Santiago, establecido con el fin de "propagar y fomentar la música como ciencia y arte"; Enrique Tagle Jordán fundador del club musical, que contó con una orquesta de 21 músicos; José Ducci Buonarroti, organizador de los Conciertos Clásicos Ducci, que incluyen giras provinciales; Arturo Hügel organizador del Club Alemán; Luis Savelli, fundador del Club Musical Literario y la Sociedad Lírico-Religiosa Santa Cecilia.
La Sociedad Cuarteto, que fundada por Alberto Ceradelli y Juan Gervino, violinista italiano; y Arturo Hügel, violonchelista alemán. La misma sociedad cuarteto más tarde sería reorganizada por José Miguel Besoaín, uno de los mayores promotores de la actividad musical de fines del siglo XIX y comienzos del XX.
Las Estudiantinas
Surgen así como en otros lugares de América las Estudiantinas conocidas también como "tunas" o grupos instrumentales de jóvenes estudiantes que practican la música popular. Las estudiantinas ayudaron a difundir el estudio de los instrumentos de cuerda, especialmente la guitarra, la bandurria y la cítara, entre jóvenes y aficionados. Estas fueron introducidas en Chile por el músico, compositor y director de orquesta argentino Juan Carlos Zorzi.
Entre las estudiantinas más prominentes de la época, destaca la "Estudiantina Figaro", fundada por Joaquín Zamacois, y otra de las de mayor prestigio era la Estudiantina de Antonio Alba, en Valparaíso. Los conjuntos folclóricos que surgirían más tarde son herederos de esta tradición.
Educación musical
Para el final de siglo la educación musical se volvió más común en establecimientos educacionales, especialmente en los privados. Esta, recibió un impulso renovador gracias al Seminario Conciliar, que había realizado una importante labor en la enseñanza de la música y del canto, en este, participaron los más importantes profesores del país, desde José Bernardo Alzedo en adelante, tales como Telesforo Cabero, Enrique Arnoldson, Tulio Hempel (conservatorio nacional de música), Eustaquio y Francisco Guzmán, José Zapiola y Eleodoro Ortiz de Zárate.
En la educación fiscal, en cambio, según recuerda José Zapiola, no había ninguna escuela fiscal ni municipal que enseñara música. La influencia de músicos y compositores de amplia visión logró incorporar la música como ramo obligatorio en la enseñanza general. En el nuevo Reglamento General de Educación Primaria fruto del Congreso Nacional Pedagógico de 1889, la música obtuvo pleno reconocimiento, al ser incorporada como ramo obligatorio en la enseñanza. Sin embargo, al no existir una reglamentación adecuada ni una preparación suficiente de los profesores de música, esta rama de la educación se vería seriamente disminuida en su importancia y desarrollo técnico. A pesar de esto, los profesores de música agregaron sus esfuerzos para contribuir al desarrollo del arte musical que adquiere Chile en el siglo veinte, transformando a Chile en uno de los países de América Latina más adelantado en esta materia.
Hacia fines de siglo, la sociedad chilena baila la polka, mazurca y el Vals Boston (o vals Inglés), y alternaba sus preferencias por las modas que vienen de Inglaterra o de Francia. Además, se deleitaba con las Danzas Húngaras de Brahms, música de Mendelssohn, Valses de Chopin, y escuchaba, asombrada por primera vez, obras de Richard Wagner, como Lohengrin y Tannhäuser, que iban a servir de símbolo para la reacción en contra del género operático italiano tan arraigado en Chile.
También durante este siglo nacieron algunos destacados compositores que brillaron durante el siglo venidero, entre ellos: Celerino Pereira Lecaros (1874), Próspero Bisquertt Prado (1881), Carlos Lavin (1883), Javier Rengifo (1884), Alfonso Leng (1884), Enrique Soro (1884), Pedro Humberto Allende (1885), Carlos Isamitt (1887), Acario Cotapos Baeza (1889), Armando Carvajal (1893), Samuel Negrete (1893), Roberto Puelma (1893), Juan Casanova Vicuña (1894) y Domingo Santa Cruz (1899).

### SigloXX

#### Primera mitad delsigloXX
Para el siglo XX se ha establecido en Chile una escena musical propia, pero así como en la mayoría de los países de América, la identidad musical se ve opacada por las modas llegadas desde Europa, aún dominantes y que además son asimiladas a destiempo. Roberto Falabella escribió "La joven música americana, esta enferma de alimentos estéticos que no se han asimilado" para referirse al constante seguimiento de los estilos europeos, que nunca se incorporan completamente a las realidades locales.
Desde 1900 en adelante, la música toma un lugar más importante en la sociedad chilena. En 1912, bajo la presidencia de Ferruccio Pizzi se fundó la "Sociedad Orquestal de Chile" que ofreció, al año siguiente, el ciclo de las nueve Sinfonías de Beethoven y publicó la revista orquesta (1913-1914). Las tertulias musicales se vuelven cada vez más importantes entre la alta sociedad, fruto de estos eventos nace la Sociedad Musical St. Cecilia.
En esta época, el músico comienza a ser considerado un miembro valioso de la sociedad, y tener conocimientos de música pasó a ser fundamental para toda persona educada. Se reclamó la existencia de entidades musicales superiores y permanentes, nace el grupo de los diez un grupo interdisciplinario, integrado por poetas, novelistas, pintores y compositores. El grupo de los diez fue el primer grupo de avanzada de la cultura chilena, sus primeros integrantes fueron: Alfonso Leng, Pedro Prado, Manuel Magallanes, Alberto Ried, Acario Cotapos, Alberto García Guerrero, Juan Francisco González, Julio Bertrand, Augusto d'Halmar y Armando Donoso. Posteriormente la Sociedad Bach, continuaría con el legado en cuanto a lo musical, del grupo de los diez.
En 1917 nace la Sociedad Bach, que luego, en 1924 se transformaría en una organización pública con la finalidad de "Fiscalizar el movimiento musical de Chile y auspiciar la formación de un cuarteto, una orquesta y la creación de una revista musical”. La Sociedad Bach fue crítica de la falta de medios, y propuso la creación de orquestas y coros, con lo que contribuye al desarrollo de la música en Chile. En 1928, la Sociedad Bach comienza a criticar duramente la educación musical formal, el exceso de estudiantes y la falta de planificación del Conservatorio Nacional. También critica fuertemente el culto a la ópera italiana (que se mantenía popular desde el siglo pasado), y lo califica como "retrógrado".
Como resultado de estas críticas, el ministerio de educación creó una comisión que finalmente llevó a una nueva etapa en el desarrollo de la música en Chile, con la creación de organizaciones dedicadas a apoyar a músicos y compositores, la creación, difusión y educación musical.
Otra institución que contribuye notoriamente al desarrollo de la música en Chile fue la Universidad de Chile, con la creación de la Facultad de Bellas Artes (1929), y una biblioteca que contenía un gran catálogo de música. En esta misma institución existieron esfuerzos tempranos por llevar la educación musical a niveles superiores. Ya en 1802 un grupo de docentes de la Universidad de San Felipe (predecesora de la Universidad de Chile) manifestaron que; toda educación musical, debería basarse en la enseñanza metódica y científica y no en la habilidad de los músicos o cualidad de los intérpretes.

#### Segunda mitad delsigloXX
La segunda mitad del siglo XX vio nacer varias instituciones y eventos que contribuirían al desarrollo de la música en Chile, entre ellos:
En 1940 se creó el Instituto de Extensión Musical, que a su vez significó el nacimiento de las siguientes instituciones y dependencias: Orquesta Sinfónica de Chile (1941), Cuarteto de Cuerdas Chile (1941), Escuela de Ballet (1941), Ballet Nacional Chileno (1945), Coro de la Universidad de Chile (1945) Revista Musical Chilena (1945), Instituto de Investigaciones Musicales (1947), Premios por Obra, un sistema de estímulos permanente a la creación de música chilena (1947) y Festivales de Música Chilena (1948) destinados a promover los músicos nacionales. Posteriormente se crearon otros organismos artísticos: Quinteto de Vientos Hindemith, Coro de Madrigalistas, Coro de Cámara de Valparaíso, Ópera Nacional y Ballet de Cámara, además de la Radio IEM.
En 1943 la creación del Instituto de Investigación Folclórica, base del instituto de Investigaciones Musicales, que más tarde, en 1944 se incorporaría a la facultad de Bellas Artes de la Universidad de Chile.
En 1945 se entrega el primer Premio Nacional de Arte, al músico Pedro Humberto Allende. Y como se mencionaba anteriormente, se crea el Coro de la Universidad de Chile, y la Revista Musical Chilena, ambas dependientes del Instituto de Extensión Musical.
Nace la Sociedad Musical Universitaria de Concepción, que para 1947 cuenta con más de 600 socios.
En 1948 la Facultad de Bellas Artes de la Universidad de Chile se divide en dos; Facultad de Ciencias y Artes Musicales, y la Facultad de Ciencias y Artes Plásticas. Esta última tomó más tarde el nombre original de la Facultad de Bellas Artes. Se realiza el primer festival de música chilena, organizado por el Instituto de Extensión Musical.
En 1949 se inicia el Festival Corales en todo el país, y en 1950 se funda la sociedad Bach de La Serena.
En 1951 se publica el primer libro dedicado a la música chilena, nace el coro polifónico de Osorno, y la Orquesta de Cámara de Concepción.
En 1952 se crea el Coro Polifónico de San Antonio, Chile.
En 1954 la visita del compositor Pierre Boulez marca el comienzo de las experiencias con Música concreta o Acusmática, un primer acercamiento a la música electrónica. Juan Amenábar y José Vicente Asuar realizan los primeros ensayos en los estudios de Radio Chilena.
En 1955 se crea la Orquesta Filarmónica de Chile, que más tarde se denominaría Orquesta Filarmónica Municipal. Ese mismo año se crea el coro y orquesta de cámara de Valparaíso.
Nace el Taller Experimental del Sonido de la Universidad Católica de Santiago. Allí se producen las primeras obras de música concreta del país: Nacimiento, de León Schidlowsky; Los Peces, de Juan Amenabar y Dúo Concreto, de José Vicente Asuar.
En 1958 visita Chile el físico y músico alemán Dr. Werner Meyer-Eppler quien da una base científica para proseguir las experiencias de música electrónica. Juan Amenábar y José Vicente Asuar presentan un proyecto para montar un Laboratorio de música electrónica.
En 1959 se crea el Departamento de Música de la Universidad Católica de Santiago, que luego se llamaría Instituto de Música. El instituto de música cuenta con una orquesta de cámara, un coro y un conjunto de música antigua.
Nace el Ballet de Arte Moderno en el Teatro Municipal de Santiago.
José Vicente Asuar escribe una memoria para recibir el título de ingeniero civil llamada: Generación Mecánica y Electrónica del Sonido Musical, y para demostrar su tesis compone "Variaciones Espectrales" la primera obra de música electrónica en Chile.
En 1960 se creó la Asociación de Coros de Tarapacá, y se organizan eventos que incentiven la participación de obreros metalúrgicos en el coro. El mismo año el Instituto de Investigaciones Musicales edita la primera Antología del folclore Musical Chileno. Samuel Claro crea "Estudio N. 1" el segundo disco de música electrónica del país.
En 1961 se crean las Semanas del folclore, organizadas por el Instituto de Investigaciones Musicales, en Antofagasta nace la Orquesta Sinfónica de la universidad de Chile, y en Viña del Mar la Orquesta Pro Música.
En 1963 se crea la Escuela Superior de Música de la Universidad de Concepción, y nace el coro polifónico de Lota, integrado por obreros del carbón.
En 1964 nace en La Serena la Orquesta Sinfónica de Niños, organizada por Jorge Peña Hen, una experiencia pionera en Chile y en Latinoamérica y que inspiraron la creación en el año 2001 de FOJI (Fundación de Orquestas Juveniles e Infantiles de Chile)
En 1965 la reforma educacional impulsada por el gobierno, produce un fuerte impacto en la Educación Musical. Se actualizan los planes de estudio, se agrega un mayor número de profesores especializados en música y capacita en la aplicación de nuevos métodos.
Se crea la Orquesta Filarmónica y la Escuela de Música del Centro Universitario de Osorno. Nace la Escuela Básica de Música de La Serena, organizada por Jorge Peña Hen, como consecuencia de las experiencias obtenidas por este último al frente del Conservatorio y de la Orquesta de Niños de esa ciudad.
Para 1968, el proceso de reforma educacional iniciado en 1965, comienza a tener repercusión en la actividad musical del país. Provoca una revisión general de planes y programas de estudio, incluyendo más y mejores profesores de música. En la Universidad de Chile, nace el Departamento de Música dependiente de la Facultad de Ciencias y Artes Musicales, que agrupa todos los organismos musicales que antes dependían directamente de la Facultad.
Desde los años 1960 la industria de la música da un giro debido a la masificación de los medios de comunicación, la tecnología de grabación y reproducción, dando pie a lo que se conoce como música popular, con sus muchas vertientes y estilos. En el siglo XXI la diversidad de expresiones musicales en el país es enorme.

## Música folclórica

### Folclore musical de la zona norte
En el Norte Grande de Chile, el folclore está fuertemente influenciado por la música andina, y los pueblos quechua, aimara y atacameños entre otros de los que vivieron el área ocupada por el Imperio inca.
Además de la música andina, otro elemento que ha influenciado la música folclórica norteña, son las bandas militares, que en tiempos de la colonia fueron traídas por los españoles. El folclore de esta zona es generalmente instrumental, y utiliza instrumentos como la caja, el bombo, la trompeta y la tuba, (típico de las bandas militares), y la zampoña, la quena, el charango de la música andina. En esta zona, es especialmente famosa la Fiesta de La Tirana, que tiene lugar cada 16 de julio en el pueblo de La Tirana, esta es un ejemplo de devoción religiosa cristiana mezclada con tradiciones andinas (diabladas).
- Instrumentos folclóricos de la zona norte

|                            |
| Quena también llamada Kena |

|                           |
| Hombre tocando la Ocarina |

|                                           |
| Charango de las regiones andinas de Chile |

|                |
| Zampoña o Siku |

Instrumentos musicales tradicionales del norte de Chile
Algunos instrumentos musicales tradicionales en esta zona, fueron traídos por los españoles, mientras que otros se heredan de los pueblos originarios. Entre ellos se incluyen:
- Quena (quechua): También conocido como "Kena", esta es la flauta tradicional de los Andes. Tradicionalmente hechas de totora, tiene seis agujeros para los dedos y un agujero para el pulgar.
- Zampoña: El siku (quechua: antara, aimara: siku, también "sicu", "sicus" o "zampolla", es una flauta de pan tradicional andina. Este es el principal instrumento utilizado en un género musical conocido como sikuri. Se encuentra tradicionalmente a través de todos los Andes, aunque se asocia principalmente con la música de Kollasuyo, o las regiones de habla aimara alrededor del lago Titicaca.
- Ocarina: Este es un instrumento común en todo el mundo. En las Américas, data de la época de los incas y se utiliza para festivales, rituales y ceremonias en algunas zonas de las regiones de Arica y Parinacota y Tarapacá. Las ocarinas en esta parte del mundo son de barro, con 8-9 agujeros, y a veces en forma de un animal.
- Charango: es un pequeño instrumento de cuerda de la familia del laúd. Se originó en las poblaciones quechuas y aymaras después de la llegada de los europeos, y sobrevive en lo que hoy son las regiones andinas de Bolivia, Perú, el norte de Chile y el noroeste de Argentina.[47] El charango tiene aproximadamente 66 cm de largo, se hace tradicionalmente con el caparazón de un armadillo (quirquincho, o mulita) y más comúnmente de madera, material con mejores cualidades acústicas. El charango se toca principalmente en la música tradicional andina, pero se utiliza a veces por otros músicos de América Latina. Típicamente tiene 10 cuerdas agrupadas en pares (5 grupos), pero existen otras variaciones. Un intérprete del charango se llama "charanguista".
- Bombo nortino: Se trata de una variación regional del bombo, tradicionalmente de madera y cubierta de cuero. Se utiliza en la mayoría de las ceremonias religiosas y paganas.

### Folclore musical de la zona central
La zona central es la extensión entre los ríos Aconcagua por el norte y el Biobío por el sur, y constituye la zona más poblada de Chile.
El folclore en la zona central está ligado a la vida rural y a las tradiciones españolas. El personaje típico de la zona central, así como de la zona sur, es el huaso, un campesino montado, que no solo se dedica al ganado sino que también puede ser agricultor, y puede ser tanto de clase alta como baja, en este caso el vestuario difiere.
En la zona central, la cueca y la tonada son los estilos más característicos. Generalmente se utilizan instrumentos como el acordeón, el arpa, la guitarra, el guitarrón chileno, la pandereta y el tormento.
Además de la cueca, son muy comunes la sajuriana (originaria de Argentina) y la refalosa (introducida desde el norte), el vals, heredado de Europa y muy popular durante la primera mitad del siglo XIX. Otros, quizás menos conocidos, incluyen el baile del "sombrerito", la "porteña", la "jota", el "cuando", el "aire", el "repicao", la "polca", la "mazurca", la "guaracha campesina" y el "esquinazo".
| |
| Guitarra acústica, uno de los instrumentos más comunes durante la colonia y los primeros años de independencia |

|              |
| Arpa chilena |

|                 |
| Espuela chilena |

|                   |
| Guitarrón chileno |

### Folclore musical de la zona sur
El folclore en la zona sur de Chile, ha sido fuertemente influenciado por la geografía compleja y el clima duro. El folclore del sur de Chile tiene sus particularidades, especialmente en el archipiélago de Chiloé, donde se han mantenido con pocos cambios muchas tradiciones españolas y otras que se mezclaron con las huilliches, dando lugar a formas de expresión nuevas, denominada música chilota.
Durante la guerra de Independencia de Chile, la isla de Chiloé se mantuvo fiel a la Corona Española, los soldados realistas introdujeron a las islas bailes como el chocolate o el pericón, que luego se transformó en pericona. Durante algunas festivos, se tocan pasacalles, como el nombre lo indica "pasa-calle" es una forma de canto y baile ambulante, interpretado durante las fiestas religiosas, acompañados siempre por guitarras, bombos y acordeones.
Entre las danzas más importantes están la trastrasera, la pericona y el chocolate, como también el llamado vals chilote. El resto de la zona sur ha ido asimilando gradualmente el folclore de la zona central, en detrimento de las tradiciones de los pueblos indígenas.
Los alemanes que inmigraron a las provincias de Valdivia, Osorno y Llanquihue trajeron consigo sus costumbres, y también sus instrumentos. En particular el piano y el acordeón, este último se asimiló y extendió rápidamente, primero por el sur del país y luego por la zona central.
Algunas de las manifestaciones musicales del sur de Chile incluyen:
- La Pericona: Un de los más populares en Chiloé, se cree que su origen está en Uruguay y que luego llegó a Chile en el siglo XIX con el ejército de San Martín. el baile consiste en dos parejas sueltas, que bailan con pañuelo.[50]
- El Costillar: Comúnmente bailando en la zona de Chillán y zonas apartadas del sur de Chile como Chiloé, de donde se cree que proviene. Los bailarines danzan, zapatean y saltan en círculos alrededor de una botella, acercándose cada vez más, el bailarín que derriba la botella debe pagar una multa, y dejar el baile.[51]
- La trastrasera:[52] Procedente de Chiloé, pero se cree por su similitud con bailes argentinos, que su origen puede estar en dicho país. Es de fácil ejecución, y puede adaptarse como juego rítmico para niños de corta edad. Lo bailan parejas solas, pero bailado en grupos resulta una coreografía muy atractiva. La pareja tomada de las manos se presenta al centro de la pista, el hombre mueve sus brazos libremente con la música y la mujer toma su falda a ambos costados, luego, ambos siguen las indicaciones dadas por la letra de la música.
- El Chapecao:[53] Que en mapudungun significa "trenzar", y se refiere a la naturaleza de la danza que acompaña esta canción. La canción comienza con un solo de guitarra y las parejas participantes se mueven alrededor mientras el guitarrista toca. De repente, la guitarra se detiene y los bailarines se detiene con él, esto sucede tres veces y luego se toca y baila una cueca, pero a diferencia de la cueca tradicional, la coreografía permite que se intercambie parejas. Después de varios intercambios, las parejas terminan con su compañero original.
- Vals chilote: El vals chilote aunque muy arraigado en el sur, también se encuentra en algunos lugares de la zona central. El vals chilote es una variante del vals, originado en el Tirol (Austria) durante el siglo XII, que llegó a los ambientes aristocráticos de Chile a mediados del siglo XIX. Es uno de los bailes más conocidos en la Isla Grande de Chiloé.[54] Esta danza considera las características del vals típico, en que el hombre y la mujer bailan enlazados; sin embargo, la diferencia esta en que se pronuncia con mayor intensidad los saltos y la forma de abrazar a la pareja. El ritmo es más marcado, y el paso más enérgico.

|                                                  |
| El Rebec o Rabel, es similar a un pequeño Violín |

|         |
| Matraca |

|                                                |
| Acordeón, introducido por inmigrantes alemanes |

|        |
| Violín |

### Folclore musical de Rapa Nui
En la isla de Pascua o Rapa Nui, el folclore musical tiene un origen diferente al de Chile continental. Las tradiciones de la Isla tiene su origen en la polinesia y aunque similar a la música de Tahití, debido al aislamiento que duró más de mil años, cuenta con características únicas en el mundo.
Las crisis internas, las administraciones impuestas, junto con el tráfico de personas que sufrió la isla en los primeros años de descubrimiento, y más recientemente el constante flujo de turistas, han tenido como resultado el mestizaje y la pérdida de algunas de las tradiciones ancestrales.
Sus principales danzas son el opa-opa, el sau-sau, el tamuré y el ula-ula. Además de usar instrumentos universalizados como la guitarra, se utilizan otros como el palo de agua también llamado palo de lluvia y el ukelele.

## Música de raíz folclórica

### Música típica
A partir de los años 1920, se produjo en Chile un renacimiento en el interés por la música folclórica. Este renacimiento fue gestado por la aparición de nuevos grupos musicales, entre los que se destacó desde un comienzo el conjunto Los Cuatro Huasos (este grupo nació en 1927 y permaneció vigente, aunque con cambios en sus integrantes hasta 1956) seguidos posteriormente por otros como Ester Soré, Los de Ramón, Los Huasos Quincheros, El Dúo Rey Silva, Los Perlas, Silvia Infantas y los Cóndores, y Francisco Flores del Campo.
Junto a los conjuntos musicales, el interés por el folclore surgió también en compositores e investigadores del folclore, entre los que cabe destacar a Raúl de Ramón, Luis Aguirre Pinto, Gabriela Pizarro entre muchos otros que aportaron en la recuperación de la música folclórica.
Esta música era presentada como una versión refinada del folclore del campo, una adaptación para las radios o un espectáculo estilizado de la vida campesina, para gustar en la ciudad, en vez de un fiel reflejo del folclore rural.
Durante las décadas de 1940 y 1950 este movimiento se volvió un emblema nacional, principalmente por razones estéticas, transformándose en un espectáculo que celebraba el patriotismo.
Entre las características de este nueva tendencia folclórica, está la idealización de la vida rural, con temas románticos y patrióticos, ignorando la dura vida del trabajador rural.
Esta imagen idealizada del folclore, y la simplificación de la vida rural, sería más adelante criticada por Violeta Parra, Víctor Jara y el resto de músicos que formarían el movimiento de la Nueva Canción Chilena.

### Neofolclore

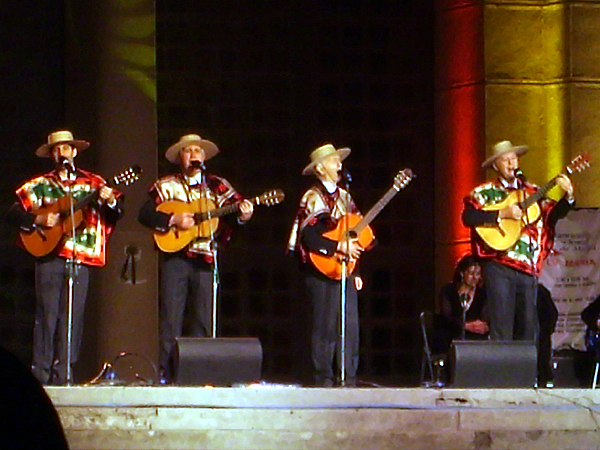
Los Huasos Quincheros

Durante la década de los 1960 paralelamente a la nueva ola surgió el Neofolclore, estilo que alcanzó grados de popularidad similares a los de los cantantes nuevaoleros de moda, pero al mismo tiempo compartió con la Nueva Canción la raíz folclórica y el afán de renovar esas fuentes. Se caracteriza por sus arreglos vocales cercanos a la música docta y por el uso de la instrumentación al estilo de la música de cámara. Este movimiento fue una estilización del folclor que destacaba su pulcritud sonora y su alejamiento de los temas políticos, aunque, en la práctica, se asociaba a la derecha, en contraposición a la nueva canción chilena, asociada a la izquierda. sino que enfocada en la naturaleza y la vida del campo chileno. Algunos de sus exponentes más importantes fueron Los Cuatro Cuartos, Las Cuatro Brujas, Los de Las Condes, Los Huasos Quincheros, Los del Pillán, entre varios más.

### Nueva canción chilena
Este movimiento musical y cultural, que habría de adquirir connotaciones políticas, se desarrolló desde principios de la década de 1960, consolidándose a fines de esos años y proyectándose hacia los primeros años de la década siguiente.
Los esfuerzos de Violeta Parra por recuperar más de 3000 canciones, rimas, mitos, payas e incluso recetas fue uno de los actos fundacionales del movimiento.
Los cultores de este movimiento incorporan elementos propios de la música continental, incorporando instrumentos y ritmos de toda el área hispanoamericana. Sus principales antecedentes lo constituyeron importantes folcloristas, compositores e investigadores nacionales, entre los que destacan, la ya mencionada Violeta Parra y Víctor Jara quienes inspiraron y orientaron este movimiento, junto a otros intérpretes y autores como Margot Loyola, Gabriela Pizarro, Héctor Pavez, Quilapayún e Inti-Illimani, entre otros.
Es pertinente también, mencionar la influencia de poetas y artistas como Pablo Neruda, Nicanor Parra y Roberto Matta, además de la fuerte injerencia de compositores latinoamericanos como Atahualpa Yupanqui, Mercedes Sosa, Armando Tejada Gómez y Carlos Puebla. En este sentido, fue parte de un gran fenómeno conocido como Nueva canción latinoamericana. A ese aire folclórico latinoamericano, la Nueva Canción incorporó un fuerte compromiso con el proceso de cambios sociales que vivía Chile en los años sesenta y setenta. De hecho, muchos de sus exponentes asumieron un compromiso efectivo con el gobierno de la Unidad Popular, transformándose en un movimiento musical con una clara militancia política.
En sus inicios, la Nueva Canción constituyó un gran movimiento de renovación folclórica, donde la tradición se nutrió de innovaciones musicales. Este movimiento de carácter eminentemente masivo, conocido como Neofolclor, paulatinamente fue decantando hasta distinguirse la Nueva Canción como una manifestación particular. Desde esta línea provenían intérpretes como Patricio Manns y Rolando Alarcón.
Para fines de los años 1960 esta música tenía un desarrollo importante en distintas peñas, en julio de 1969 la Vicerrectoría de Comunicaciones de la Universidad Católica de Chile organizó el Primer Festival de la Nueva Canción Chilena. Fue el momento en que el movimiento adquiere el nombre que conocemos hoy, desde ese instante, el nombre Nueva Canción Chilena empezó a formar parte de la identidad musical del país.
Su dinamismo y fuerza creativa permitió, con el paso del tiempo, la incorporación de variables de la música docta a su propuesta. Se generó así el concepto de cantata, la de las cuales la más importante fue la Cantata Santa María de Iquique, escrita por Luis Advis Vitaglich e interpretada por el grupo Quilapayún. Este conjunto que fue uno de los grupos musicales más representativos del movimiento, junto a otros como Inti Illimani e Illapu. El movimiento se vio violentamente truncado con el golpe de Estado del 11 de septiembre de 1973. Desde ese momento, y producto del exilio y la represión de muchos de sus integrantes, el movimiento siguió desarrollándose en el extranjero.

### Canto Nuevo

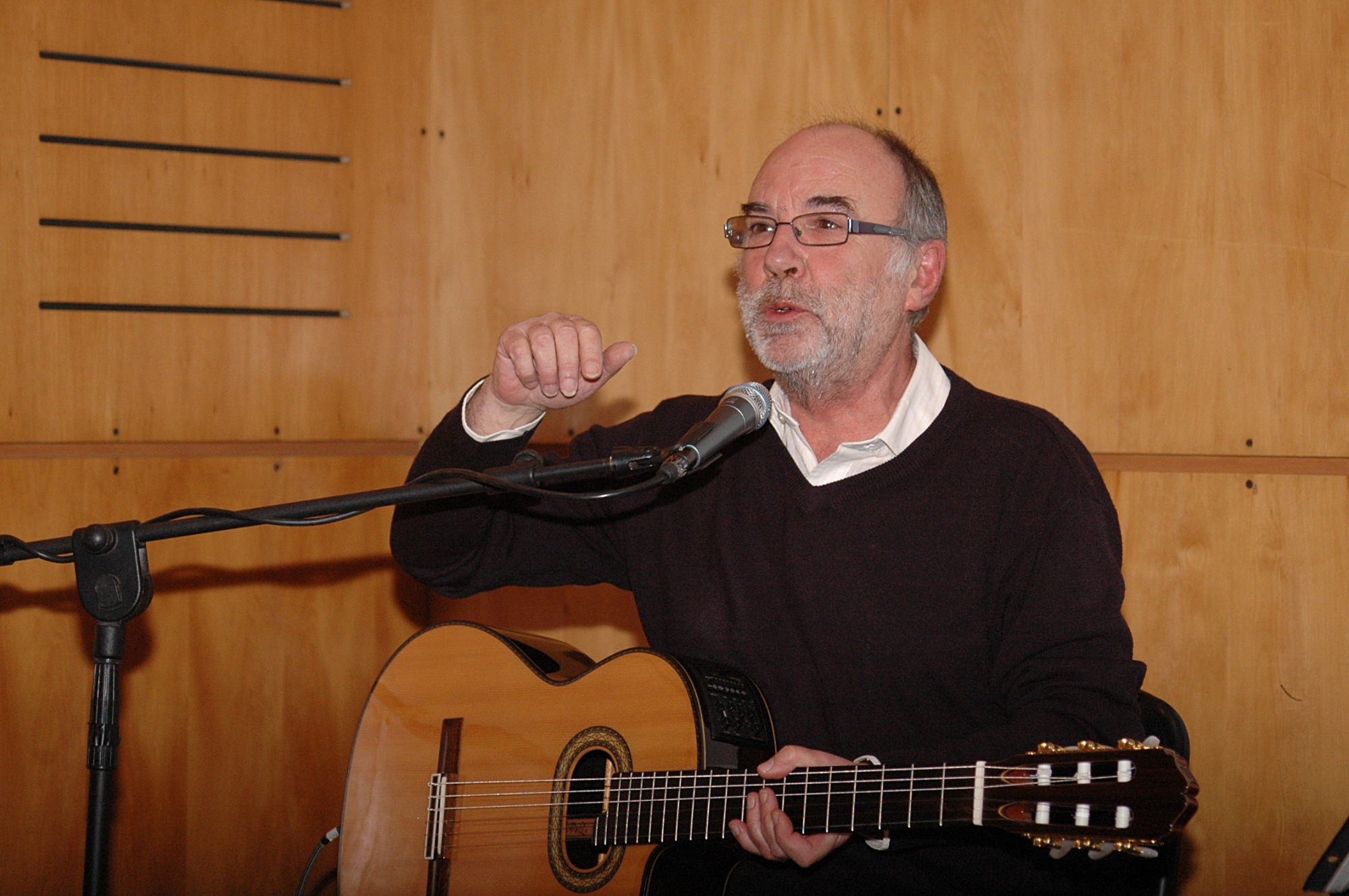
Eduardo Gatti

Desde esa fecha en Chile, y principalmente en Santiago, se desarrolló un nuevo estilo heredero conocido como Canto nuevo. Fue un movimiento musical chileno nacido a mediados de la década de 1970. Fue la primera respuesta musical surgida en Chile a la represión cultural y general ejercida por la dictadura de Pinochet tras el golpe militar de 1973. Continuación lógica del movimiento previo de la Nueva Canción Chilena pero al mismo tiempo huérfana de ese antecedente a causa del exilio, el Canto Nuevo se articuló en torno a una generación joven de cantores y conjuntos, muchos de ellos surgidos en facultades universitarias, que se iniciaron en peñas, parroquias y actos solidarios desde 1974 en adelante, para transformarse ya a fines de la década en una escena que ganó espacios en el disco, la radio e incluso una televisión sometida a censura en la época. Gran importancia en la recopilación y difusión musical de la época tuvo el sello Alerce, fundado por Ricardo García, así como espacios como el mítico Café del Cerro.
El movimiento socio-musical como tal, tuvo su ocaso con la llegada de la democracia en 1990, sin embargo sus exponentes continuaron desarrollándose como músicos en el nuevo contexto de la Transición a la democracia. Algunos de los exponentes más representativos del movimiento fueron Schwenke & Nilo, Santiago del Nuevo Extremo, Quelentaro, Sol y lluvia, Isabel Aldunate, Eduardo Peralta, Osvaldo Torres, Barroco Andino, Dióscoro Rojas, Eduardo Gatti, Nano Acevedo, Jorge Yáñez, Raúl Acevedo, Cristina González, Manuel Huerta, Hugo Moraga, Eduardo Peralta, Jorge Venegas, Francisco Villa, Rudy Wiedmayer y los grupos Ortiga y FLOPY.

### Fusión latinoamericana

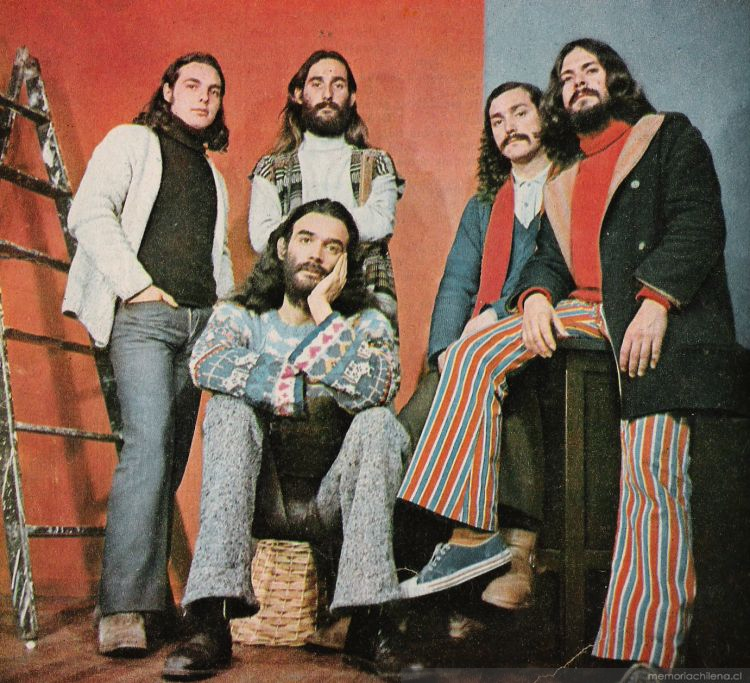
Los Jaivas, grupo que fusiona el rock y el folclore andino.

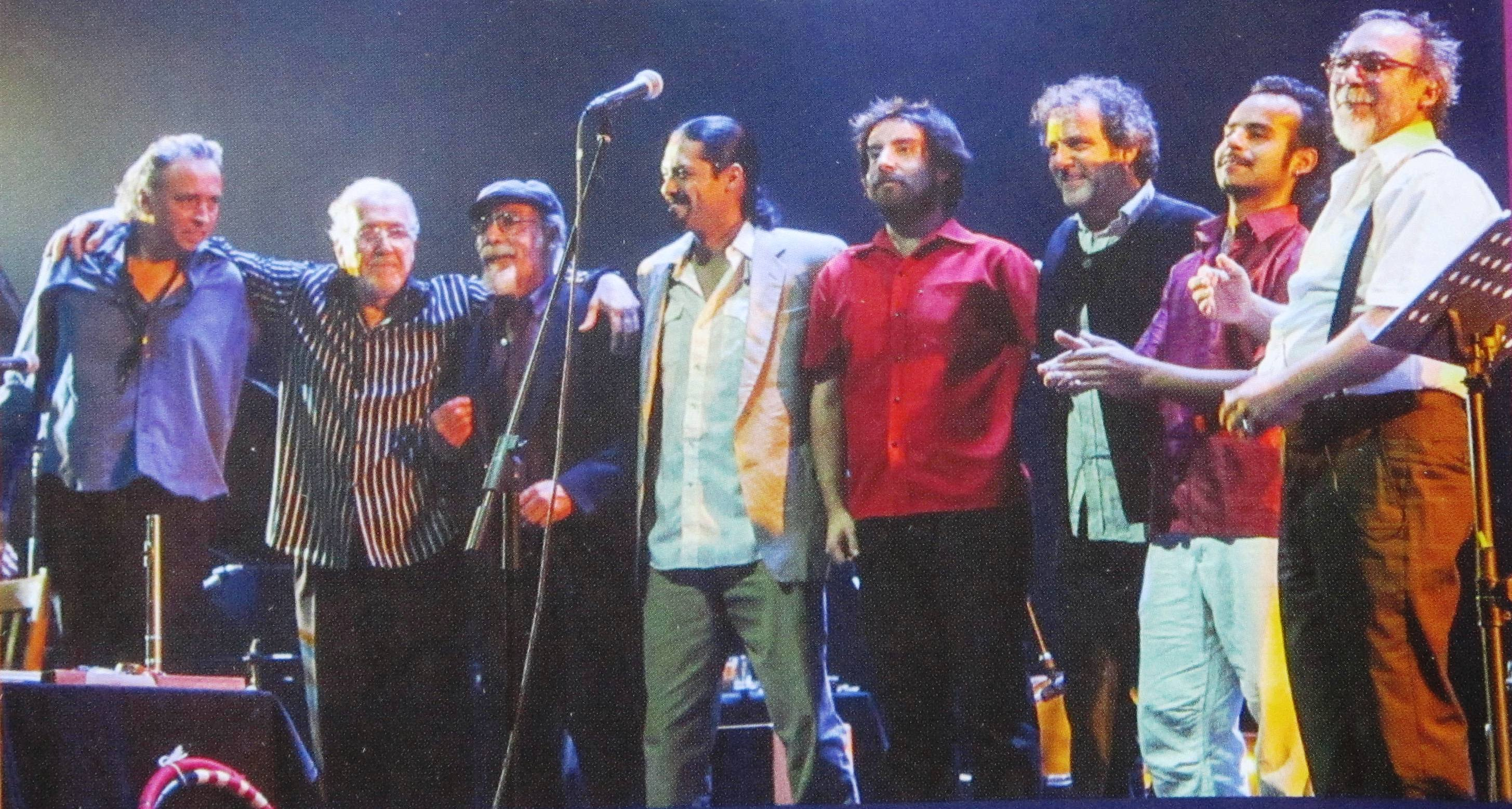
Grupo Congreso en 2012

Como el nombre lo indica, este movimiento estilístico y social, toma elementos de la tradición y folclore latinoamericano y lo mezcla o fusiona, con elementos tradicionales de la música europea, esto ya se anticipaba con el canto nuevo, y las obras más elaboradas del movimiento de la nueva canción Chilena. Los principales cultores de este estilo fueron: Luis Advis, Patricio Manns, Guillermo Rifo e incluso el mismo Horacio Salinas de Inti Illimani.
Grupos como Congreso fueron más allá incluso, agregando elementos propios del jazz, el rock progresivo, y la música contemporánea. El grupo Barroco Andino que se puede identificar tanto con la Nueva Canción Chilena como con la Fusión latinoamericana, es conocido por sus arreglos de repertorio barroco con instrumentos del altiplano andino. En Busca del Tiempo Perdido, Congregación, Combo Xingú, Sol y Medianoche, Kissing Spell, Frutos del país y Panal fueron algunos otros representativos de la época.
Otra agrupación característica de este estilo, Los Jaivas incorpora elementos de la música rock y los mezcla con el folclore chileno, produciendo música de características muy particulares. Illapu, otra de las bandas que podemos identificar junto a las anteriores, ha redefinido las mezclas de la música andina y estilos modernos como el pop. En definitiva, esta categoría abarca todos aquellos compositores que adquirieron conocimientos del folclor, y las adoptaron para su propio estilo, realizando mezclas con otras estructuras musicales como las del jazz, del rock y la música docta, incorporando todas las fusiones y subgéneros populares en el país.

## Música popular

### Música tropical y cumbia chilena

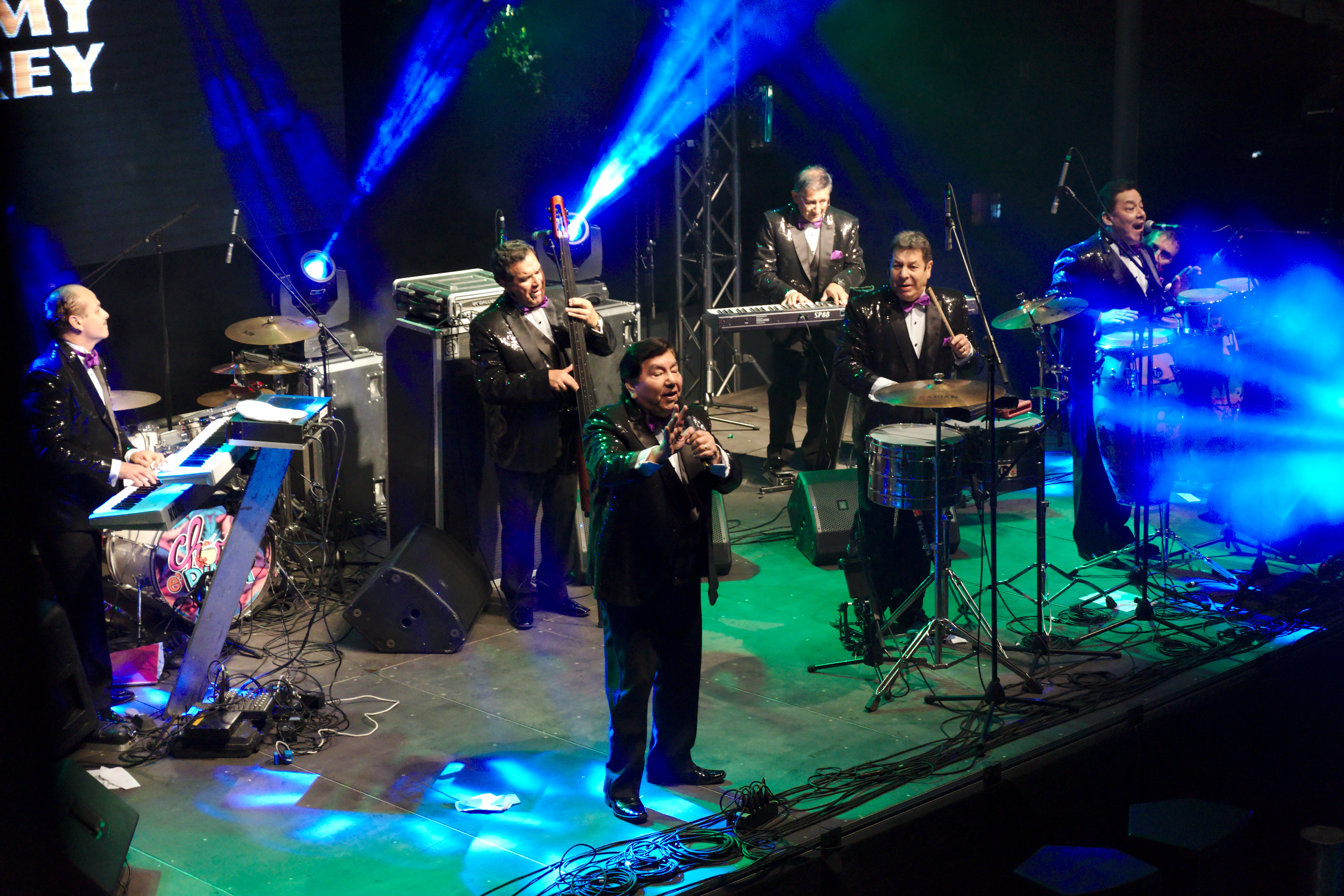
La Sonora de Tommy Rey es uno de los referentes más importantes de la cumbia chilena.

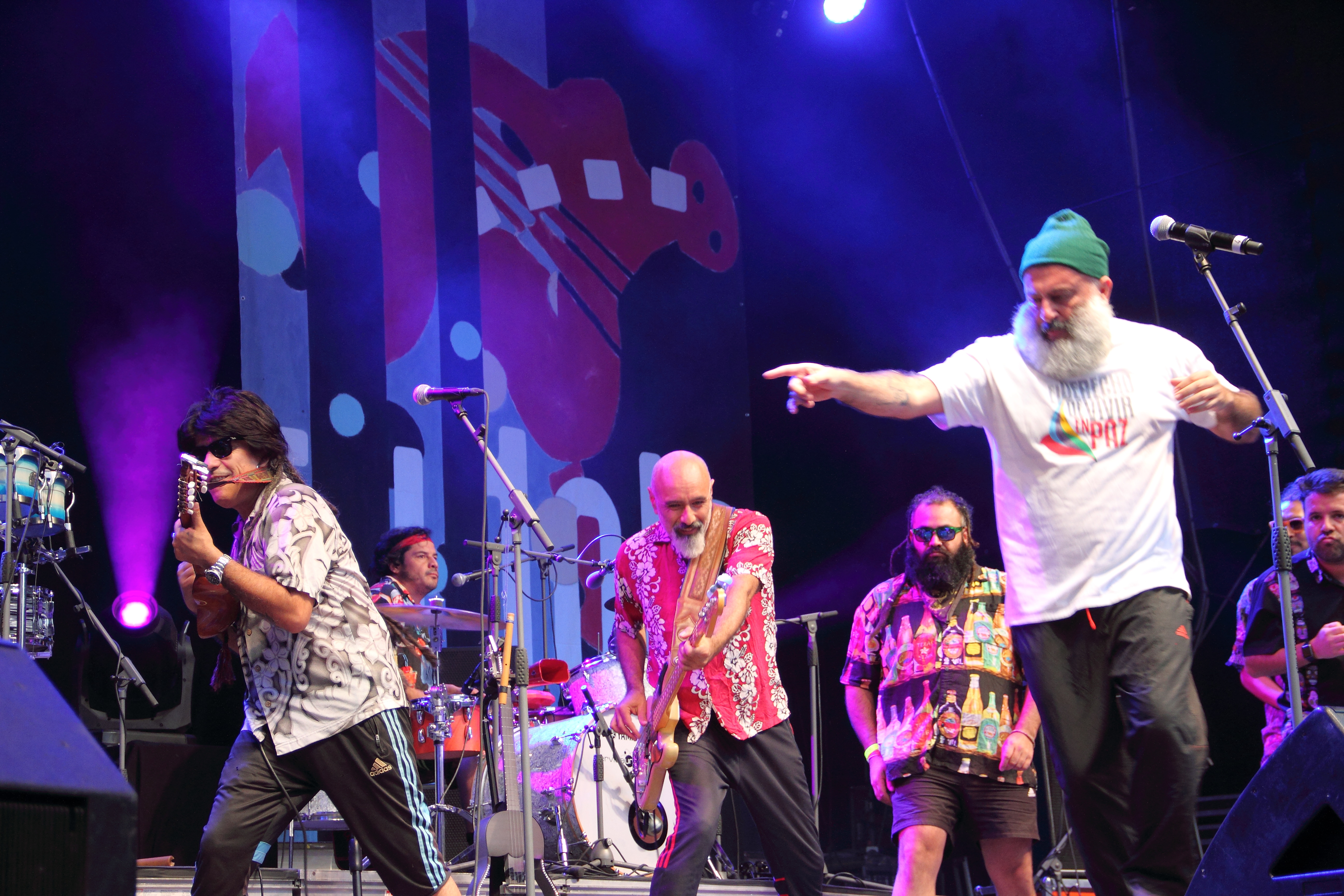
Aldo Asenjo y Chico Trujillo los principales exponentes de la Nueva cumbia chilena.

Música latinoamericana: Durante los años 1940 y 1950, la música tropical latinoamericana, principalmente cubana, era muy popular en Chile, con estilos como los boleros, los chachachás, las salsas, y luego para finales de los años 1950 y principios de los años 1960, la cumbia colombiana, donde destacó principalmente la Orquesta Huambaly, la colombiana Amparito Jiménez y el venezolano Luisín Landáez. Entre los estilos tropicales destaca por su vigencia actual la balada romántica y la cumbia chilena.
La cumbia, a diferencia de otras especies de música tropical, ha sido exitosa desde su inserción en la cultura chilena. Actualmente es el género musical más bailado del país, usado en todo tipo de fiestas, desde cumpleaños hasta años nuevos, e incluso en fiestas patrias. Luego del boom de la música tropical en el periodo 1950-1960, la cumbia, encontró su camino propio y fue evolucionando y encontrando diversas expresiones en Chile, entre los que se encuentran los subgéneros como la cumbia tradicional chilena, la cumbia andina, la cumbia sound, la cumbia rock y la cumbia romántica.
La cumbia chilena se caracteriza por el uso de instrumentos de bronce, la adhesión de pianos, y por tener un ritmo más acelerada que su contraparte colombiana. Estos elementos surgieron como producto de la adaptación de las orquestas tropicales, que durante los años 1950 y 1960 vieron ganar popularidad a la cumbia y comenzaron interpretarla. En Chile estas agrupaciones orquestales son llamadas comúnmente "combos" o "sonoras" tales como La Sonora Palacios, Giolito y su Combo, Pachuco y la Cubanacán, Los Vikings 5 y especialmente La Sonora de Tommy Rey, uno de los mayores responsables de la popularización de este estilo que han hecho de la cumbia un sonido propiamente chileno. Temas como Daniela, Un año más, El galeón español, Candombe para José, La Piragua entre muchísimas otras, forman ya parte del inconsciente colectivo del pueblo chileno.
Desde mediados de los años 1980 en la zona norte del país, se desarrolló el subgénero llamado cumbia andina, la cual fusiona elementos del huayno (música popular andina) como también de la cumbia peruana. Desde los años 1990 han tenido gran influencia la cumbia villera y la tecnocumbia desde Argentina, dando lugar a lo que se conoció como la cumbia sound.
Desde los años 2000 ha resurgido una nueva oleada de fusiones y subgéneros dando lugar a dos nuevas ramas; la nueva cumbia chilena, que incorpora elementos del rock y de varios géneros populares en Latinoamérica destacándose principalmente Chico Trujillo, Juana Fe, Villa Cariño, Santa Feria, como también la cumbia romántica destacando el grupo La Noche, Américo y Noche de Brujas, focalizado en letras de contenido romántico.
Antiguamente asociada a las clases bajas, hoy, la cumbia es uno de los estilos musicales más popular del país y transversal a toda la sociedad, tanto como baile o como canción, destacándose su multiplicidad de subgéneros que conviven simultáneamente en distintas regiones o segmentos del país.

### Boleros y baladas

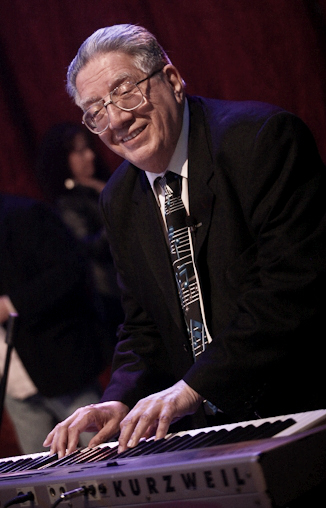
Valentín Trujillo, pianista acompañante de innumerables cantantes en televisión y festivales.

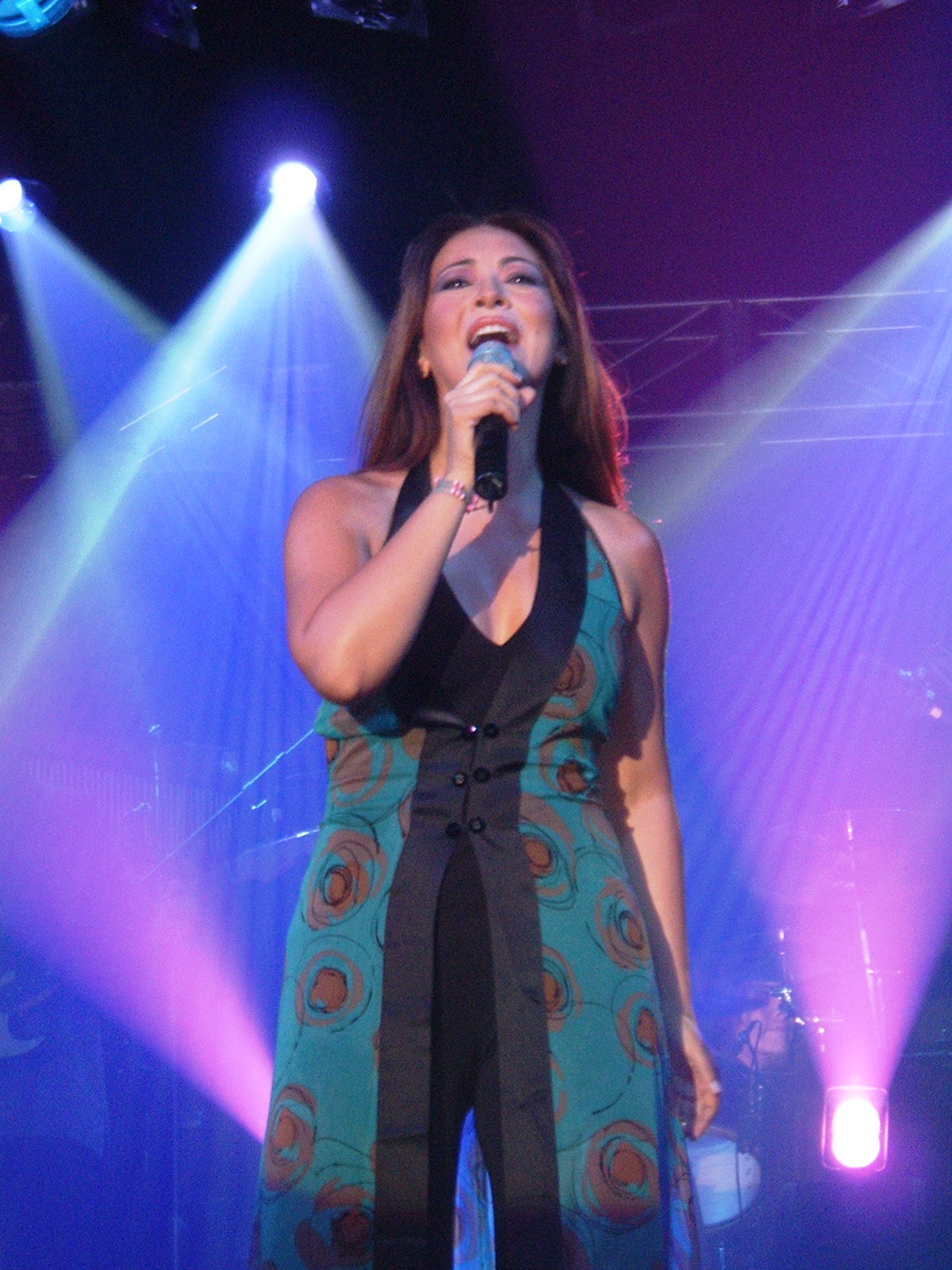
Myriam Hernández, cantante de balada romántica.

En Chile destaca la difusión mediática que la televisión y la radio han dado a este tipo de música (boleros y baladas) por sobre cualquier otro estilo. Esto ha provocado que numerosos cantantes y compositores se hayan dedicado a cultivar esta tendencia. Entre los más populares se encuentran: Luis Alberto Gatica o Lucho Gatica, el cantante de mayor trascendencia para Chile en este estilo, considerado como uno de los máximos exponentes del bolero a nivel internacional, ha logrando popularidad en Latinoamérica, España, Asia y Estados Unidos. Interpretó canciones como El reloj, Por amor. Contigo en la distancia, No me platiques, La gloria eres tú. Hoy en día, es un importante productor musical radicado en Estados Unidos.
Ricardo Roberto Toro Lavín, más conocido como Buddy Richard, destaca en los años 1960 y 1970 como compositor de éxitos internacionales que hasta hoy se mantiene vigentes en la cultura popular gracias, entre otras cosas, por las versiones que Los Tres han hecho. Destacan temas como Mentira, Tu cariño se me va y Si me vas a abandonar, entre otros. Myriam Hernández destaca en los años 1980 y 1990 con una carrera cuya difusión desde México la hizo conocida a nivel latinoamericano y norteamericano, con temas como El hombre que yo amo, Huele a peligro, Mío, Peligroso amor, Mañana, Tonto, Herida, Ay, amor, Se me fue, No te he robado nada, Dónde estará mi primavera, entre muchos otros. Es reconocida como la baladista de América y una de las mujeres más influyentes en la música chilena.
Alberto Plaza ha destacado desde los 1990 hasta la actualidad, como compositor y cantante, ha realizado más de mil conciertos en América Latina. Es cantautor de éxitos como Aventurera, Quédate y Vuela una lágrima interpretada por los argentinos Los Nocheros. Otros autores importantes son Luis Jara, Pablo Herrera, Álvaro Scaramelli, Gloria Simonetti, Andrea Tessa, Óscar Andrade, Fernando Ubiergo, Zalo Reyes, Palmenia Pizarro y Cecilia Echeñique, entre muchos otros.

### Rock and roll y Nueva Ola

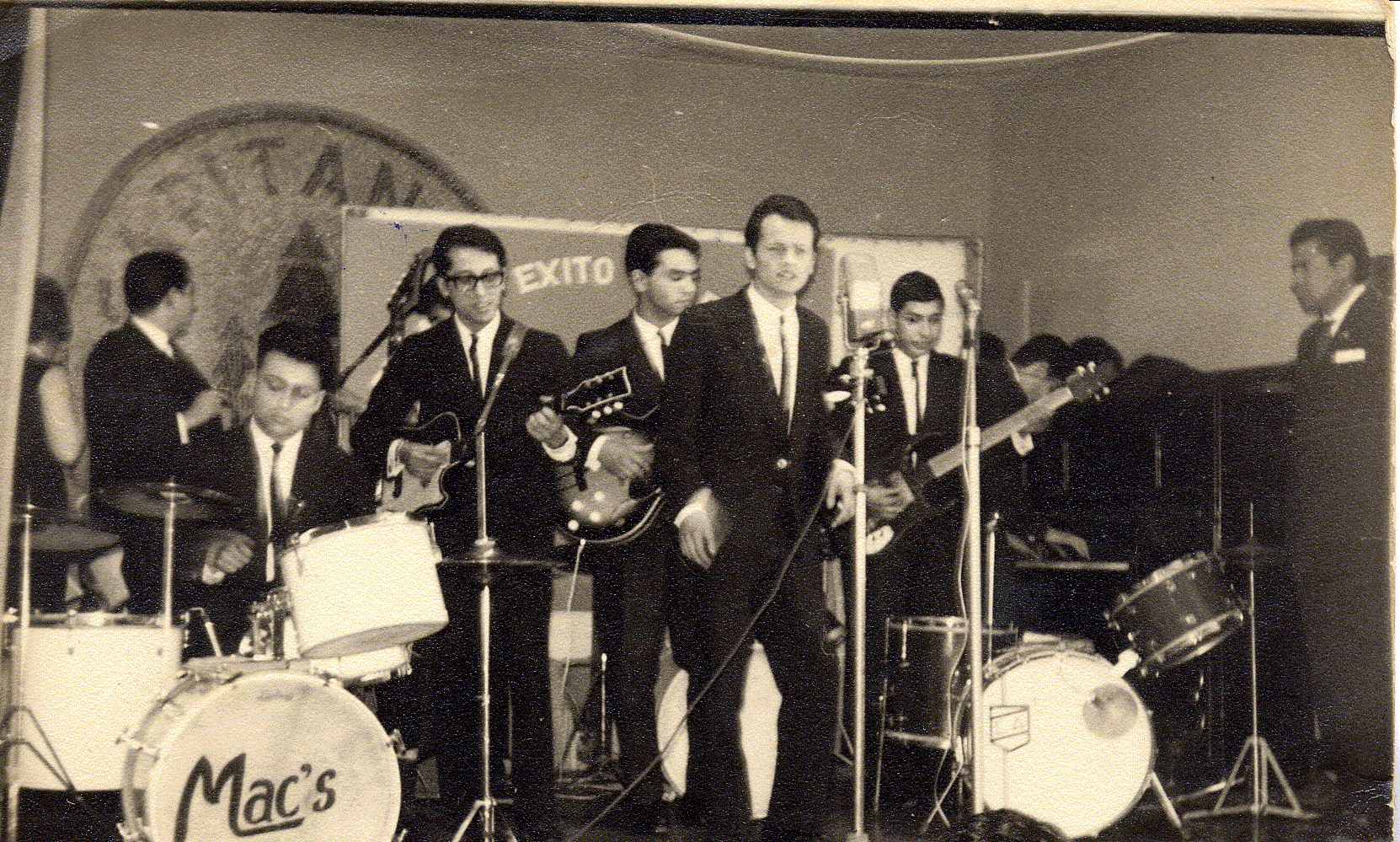
Los Mac's en 1962, una de las primeras bandas de rock de Chile.

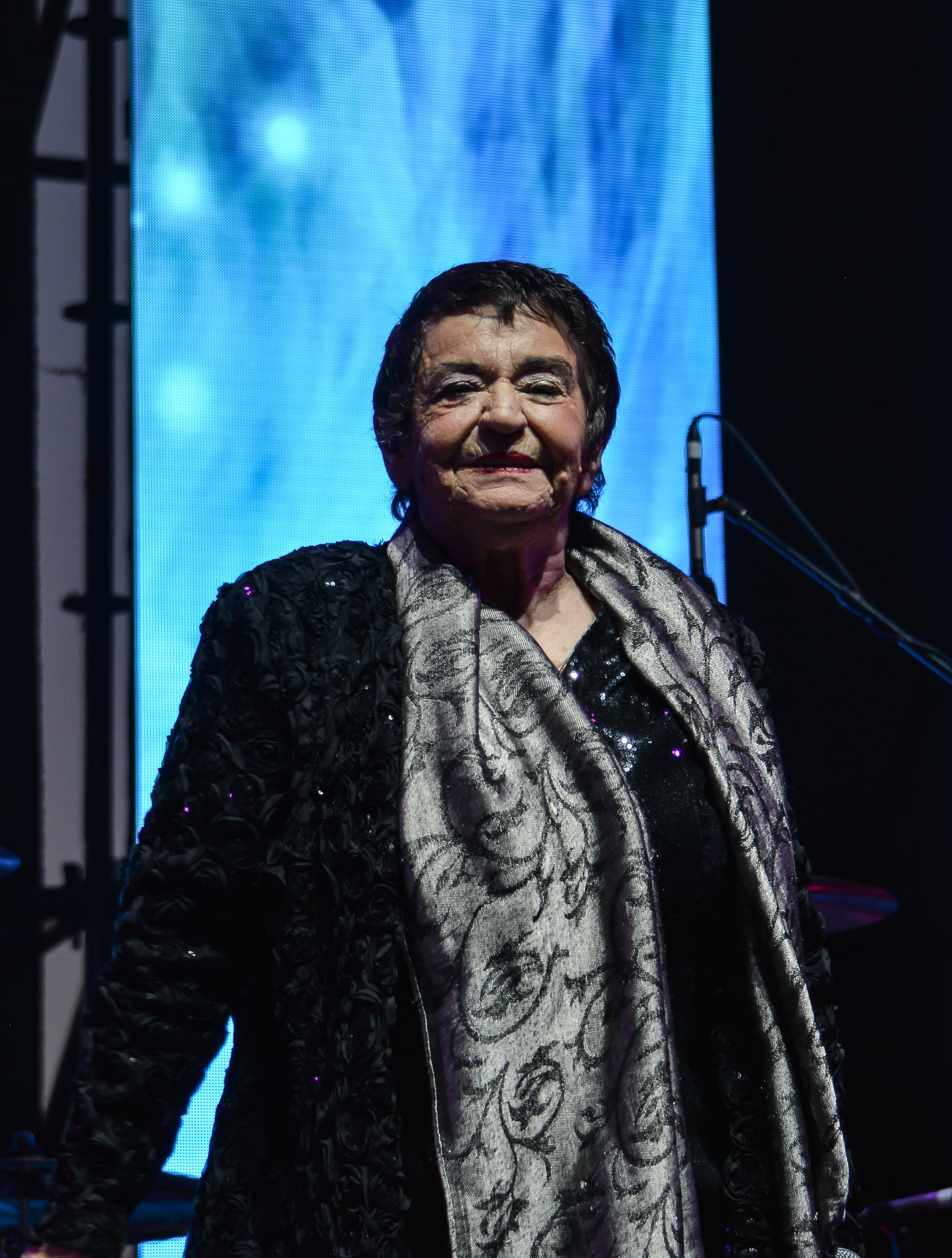
Cecilia, la cantante más destacada de la Nueva Ola.

La música rock and roll se produjo por primera vez en Chile a finales de la década de 1950, con bandas que imitaban los estilos y éxitos de bandas Norteamericanas como Elvis Presley y el twist y que en algunas ocasiones traducción éxitos en inglés al español. Esta tendencia se acentuó durante la década siguiente, y se transformaría en el movimiento que durante los 1960, se conoció como la Nueva ola chilena, un movimiento musical masivo.
El gran precursor de este movimiento fue Peter Rock, quien en 1958, a la edad de 14 años, se presentó en las radios Minería, del Pacífico y Agricultura para promocionarse con este estilo musical. En 1959, grabó «Nena, no me importa» («Baby, I don't care»), un cover de Presley, que es considerado el punto de partida de este movimiento en Chile.
La banda The Ramblers, con «El rock del mundial», canción difundida durante el mundial de fútbol de 1962 realizado en Chile, fue la consagración de este movimiento a nivel nacional.
A partir de esto, numerosos artistas continuaron con el desarrollo de este movimiento durante los años 1960, entre ellos Cecilia Pantoja, Antonio Prieto, Antonio Zabaleta, Germán Casas, Ginette Acevedo, Gloria Benavides, José Alfredo Fuentes, Jorge Pedreros, Luis Dimas, Maitén Montenegro, Marcelo Hernández, Mirella Gilbert, Osvaldo Díaz, Paolo Salvatore, Pat Henry, Peter Rock, Roberto Vicking Valdés, The Ramblers, Carmen Maureira, entre muchos otros.
Hacia finales de los años 1960 la juventud y algunas bandas toman una actitud más contestataria, más allá de la moda pop de la Nueva Ola, las primeras bandas de rock que compusieron sus temas y estaban influenciados por bandas como The Beatles y The Rolling Stones fueron Los Mac's, Los Jockers, Los Vidrios Quebrados, Los Picapiedras, Aguaturbia, Los Beat 4, Los Lark's y Los Sonny's. En octubre del año 1970 se realiza en Chile el Festival de Piedra Roja, cerca de Los Dominicos en Las Condes, un festival de música que inspirado en Woodstock, reunió a un enorme grupo de jóvenes en torno a la música. Aunque caótico, el festival de Piedra Roja demostró que los jóvenes eran un grupo importante, y que la tensión social era evidente. El evento fue cubierto ampliamente por los medios, y la Cámara de Diputados hizo confeccionar un informe sobre la situación de la juventud chilena.
Entre los artistas que participaron se encontraban: Lágrima Seca, Los Trapos, Los Blops, Los Jaivas, Tropos.
La proliferación de bandas de principio de los 1970's terminó abruptamente con el golpe de Estado de 1973, y desde entonces hasta los últimos años de la dictadura, la escena musical sería subterránea.

### Rock moderno
A mediados de la década de 1980 hubo un resurgimiento de las bandas de rock chileno que se ha extendido hasta el día de hoy. Entre los pioneros se encuentra la banda Los Prisioneros, probablemente el grupo chileno más exitoso de la historia, son conocidos por sus letras cargadas de críticas sociales y de corte latinoamericanista, y su música que combinaba elementos del punk, el ska y el rock and roll en sus comienzos, y de la música electrónica y el pop hacia finales de los 1980's. Los Prisioneros se convirtieron en puntos de referencia indiscutidos de la música chilena y latinoamericana de los años 1980 y principios de los años 1990. Otras bandas importantes de los 80's fueron Aparato Raro, Upa!, Banda 69, Emociones Clandestinas y Electrodomésticos.
En los años 1990 y 2000, el rock chileno continuó desarrollándose, incorporando diversas influencias de estilos como el hip hop, el funk, el reggae y principalmente el pop. Variados formatos y exponentes hicieron ampliar la categoría, y enriquecieron la diversidad cultural. Algunos de los principales artistas fueron Joe Vasconcellos, Los Tetas, Tiro de Gracia, Makiza, Chancho en Piedra, La Ley, Gondwana, Lucybell, Nicole, Glup!, Saiko, Los Bunkers, Sinergia, Javiera Parra y Los Imposibles, Sexual Democracia, Profetas y Frenéticos, y especialmente Los Tres, quienes son considerados los principales herederos de las temáticas de Los Prisioneros, pero situados en el nuevo contexto nacional post dictadura de los años 1990, en la llamada Transición Democrática. También a Los Tres se les atribuye la responsabilidad de reencantar a la juventud de la época con a estilos chilenos tradicionales, como la cueca, el jazz guachaca o las baladas roqueras de los años 1960. Los Tres mezclaba estilos como el rock (de rockabilly a grunge), jazz y cueca  y tuvo especial éxito en México, Los álbumes   Los Tres  (1991),  La Espada & la Pared  (1995) y  Fome  (1997) están considerados entre los álbumes más influyentes de rock en español según la revista Rolling Stone y la revista Culto de La Tercera. Además de un  MTV Unplugged en (1995), que fue uno de los más laureado desenchufado de la era MTV Latino. Se convirtieron en la banda de rock icónica de la transición chilena a la democracia.
Entre las bandas de rock más exitosas de la última década podemos encontrar a Kuervos del Sur, Rama, Tenemos Explosivos, Alectrofobia, Matorral, Cómo asesinar a Felipes (fusionando hip hop alternativo y jazz con rock) Adelaida, Weichafe, y solistas como Angelo Pierattini y Cler Canifrú.

### Rock progresivo y fusión
Herederos de la Fusión latinoamericana de principios de los 70, bajo el régimen de Pinochet surgieron nuevas bandas que enfatizaban influencias distintas al folk, como música clásica contemporánea, el jazz, la música del mundo, o la música experimental, lejos del público masivo pero aclamada por los circuitos de los conocedores, a pesar de que a menudo batallaban por grabar. Congreso y Los Jaivas continuarían liderando el camino en las próximas décadas, sin embargo, surgirían muchos conjuntos creativos de rock progresivo y de fusión como Almandina,  Kalish y Grace of King a mediados de los 70. Guillermo Rifo fue el fundador de tres bandas muy importantes, Aquila, donde fusiona ritmos latinos con ensamble eléctrico, más tarde forma el Sexteto Hindemith 76, donde fusionó el jazz, la música académica y el folk, y Latinomusicaviva donde la música de cámara, la improvisación del jazz y el ritmo se fusionan con el rock. Otras bandas fueron Santa y su gente, Miel, la primera en usar un sintetizador, y Kámara. Formado en 1972, Fusión es históricamente considerado el primer proyecto de jazz-rock chileno, utilizando instrumentación eléctrica, experimentado en patrones rítmicos de soul, funk y rock, pero manteniendo intacto el impulso de la improvisación del jazz primitivo. Poco después, Pizarro (fundador de Fusión) lanzó como solista y más tarde fundaría en Europa, Tamarugo y Skuas, con influencias de la música clásica, el jazz y latín. En la década de los 80 otras bandas significativas fueron Tercera Generación, Quilín, Evolución, La Banda del Gnomo, Bandhada, Amapola, Ernesto Holman,  Ensamble, La Hebra, Cometa, AlSur y Huara. Un caso singular de resistencia clandestina fue  Fulano, inspirado en el Rock in Opposition al estilo de Frank Zappa y jazz-rock, con actitud punk y letras ingeniosa, que influiría en bandas de rock de vanguardia modernas como Akinetón Retard y Mediabanda. Una vez de regreso en la democracia se formaron nuevas bandas destacadas como La Marraqueta, Tryo, Ergosum, Entrama, Akinetón Retard, Exsimio, Dwalin, Entrance, La Neura, Mediabanda, Subterra, Mar de Robles, Primavera Negra, Astralis, Nubosidad Parcial y Fractal.

### Punk
La primera contribución de Chile al punk rock se puede encontrar en el extranjero. A mediados de la década de 1970, Álvaro Peña, más conocido como "El chileno de la nariz cantante", se unió a Joe Strummer en la banda The 101'ers, una de las primeras bandas de punk del mundo y precursora de la legendaria banda The Clash. A partir de 1985, las primeras bandas locales de punk comenzaron a tocar en las sedes sindicales alrededor de Santiago, como El Trolley, que lleva el nombre del sindicato de trabajadores de trolebuses, y un sindicato de taxistas en El Aguilucho en Ñuñoa, Santiago. Estos vieron actuaciones de las bandas de punk Pinochet Boys, Zapatilla Rota y Dadá, entre otros. El primer festival de punk chileno se llevó a cabo en El Garage Internacional de Matucana con Fiskales Ad-Hok, Ocho Bolas, Politikos Muertos y Vandalik entre otros. Jordi Berenguer escribe: “eran espacios clandestinos e ilegales. Fueron los últimos años de la dictadura. Si ahora había menos miedo, la muerte y la represión aún continuaban ”. En los años siguientes, las bandas punk más destacadas serían Los Peores de Chile, Bbs Paranoicos, Los Miserables, Machuca, Parkinson y la banda post punk Pánico. Las bandas de hardcore punk serían Los Morton, Anarkía, Caos, Los KK, Belial y DTH.

### Heavy y thrash metal

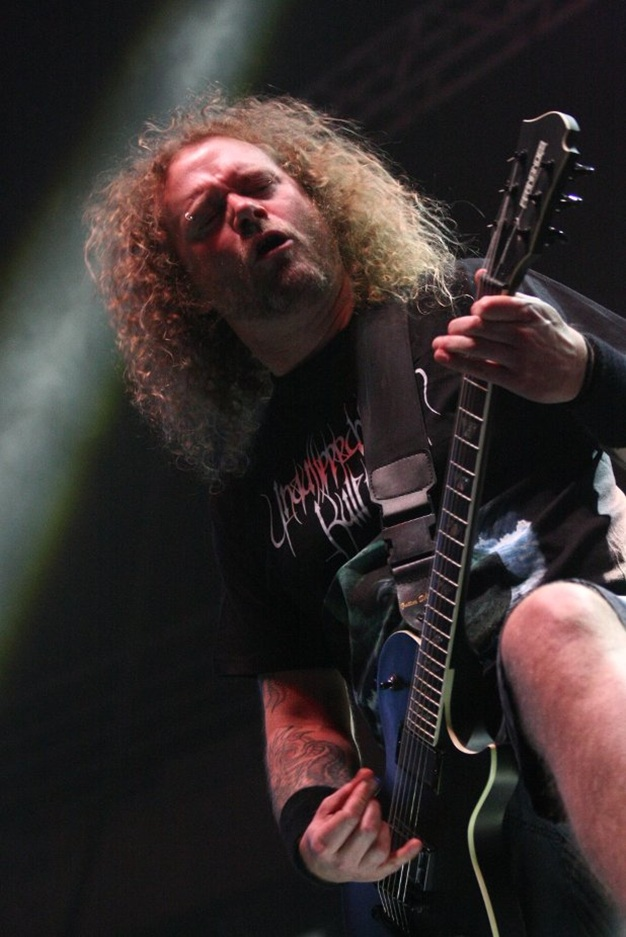
Anton Reisenegger, líder de Criminal y Pentagram Chile.

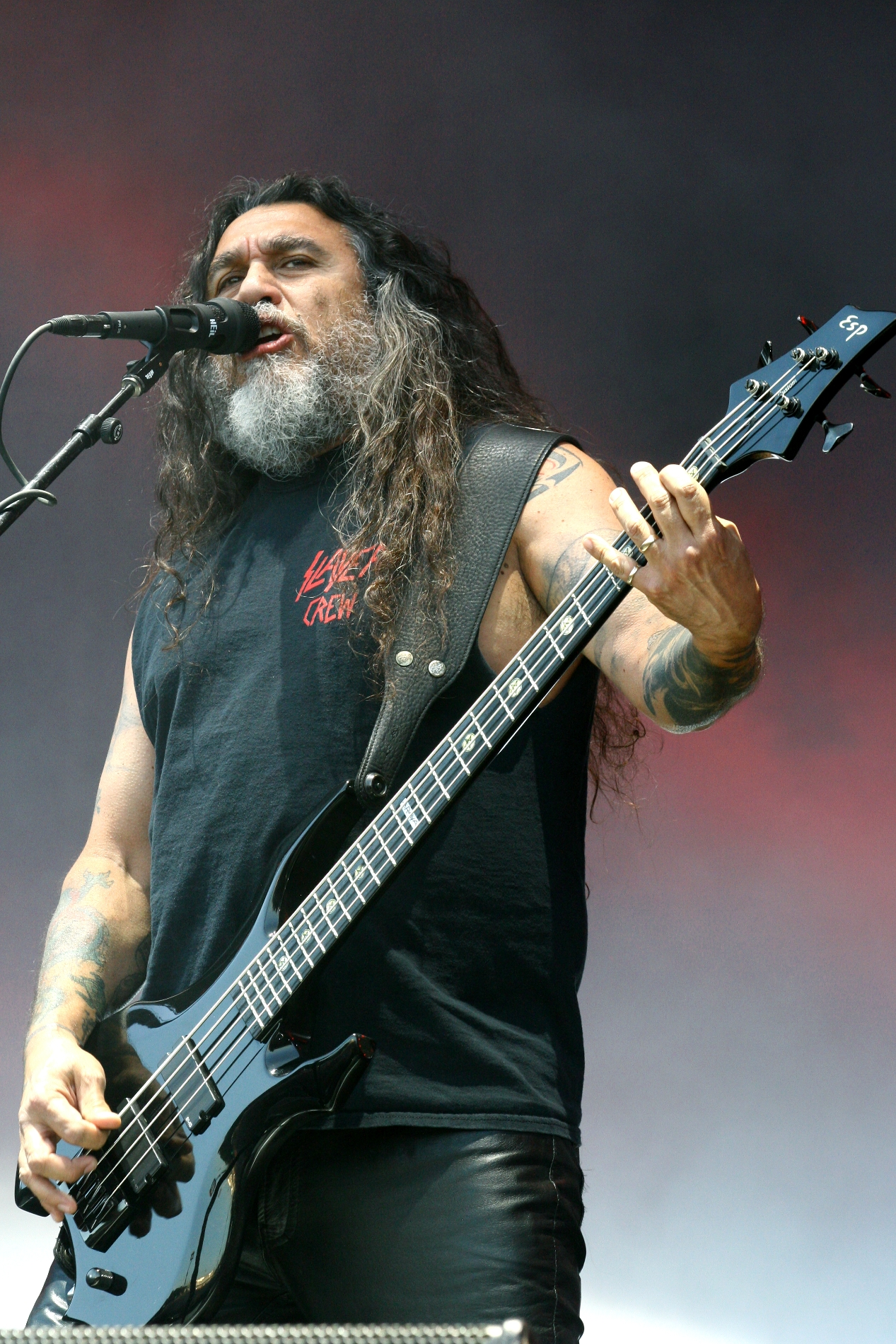
Tom Araya es el metalero más influyente de Chile, como vocalista y bajista de Slayer.

A fines de la década de 1970 y principios de 1980, se desarrolló una escena de heavy metal que era altamente clandestina a pesar de no tener una afiliación política abierta u oposición externa al general Augusto Pinochet y su régimen militar en curso. Las bandas de esta generación incluyeron Pentagram Chile, Dorso, Massakre, Necrosis, Panzer y Rust. Tom Araya se convertiría en la figura más grande del metal como vocalista principal y bajista de Slayer, luego de que su familia emigrara a Estados Unidos. A fines de la década de los 80, con el fin de la dictadura, bandas como Squad, Massakre, Necrosis, Pentagram Chile y Criminal se hacen muy conocidas en Chile e incluso a nivel internacional. A diferencia del punk, el thrash metal tenía su origen en los barrios de clase alta de Santiago y estaba menos involucrado con la política, aunque las letras de bandas como Necrosis mostraban interés por la situación política. Muchas otras bandas dejarían su estela como Turbo, Callejón Oscuro, Arrecife, Ekkos, Panchorrata además de otras bandas de thrash metal como SQVAD, SxNxFx (Sex No Future), Cancerbero, Atomic Aggressor Vastator y Bloody Cross.
En el cambio de década, y cuando la dictadura llegó a su fin, surgieron más bandas de metal chilenas, entre ellas Six Magics, Slavery, Torturer, Bismarck, Dracma e Inquisición. También destacaron bandas de metal progresivo como Alejandro Silva Power Cuarteto, Coprófago, Crisálida, Horeja, Matraz o Delta. Tumulto, Arena Movediza y Millantún estuvieron entre estilos de heavy metal y hard rock. A partir de finales de la década de 1990, el nu metal comenzó a extenderse por Chile con una gran cantidad de bandas como Rey Chocolate, ANeurisma, 2X, Race, Bushido, Aboriginal Blood, Audiopsychotic, Rekiem, entre otras. El metal tendría un profundo impacto en la cultura chilena, teniendo una gran población de fanes desde principios de los 80. Un estudio realizado en 2018 confirma que Chile es el país con más bandas de metal per cápita en América Latina duplicando a Argentina y al resto por mucho.

### Música pop contemporánea
A finales de la década 1990 y principios del año 2000, influencias extranjeras de grupos de pop adolescente prefabricados, hacen que aparezca una nueva gama de artistas nacionales, entre los que destacan grupos creados a partir de casting como Supernova y Stereo 3. 
La década del 2000 ve el nacimiento de varios artistas de música pop principalmente orientada a un público preadolescente y adolescente, con bandas como Kudai o proyectos musicales nacidos de programas de televisión como Amango o Karkú, que logran gran éxito y popularidad en este rango etario. De estos programas de televisión para público adolescente incluyendo además programas buscatalento como Rojo, Mekano o reality shows como Protagonistas de la música, surgen figuras como Augusto Schuster, Denise Rosenthal, Daniela Castillo, María José Quintanilla, Karen Paola, Carolina Soto, Mon Laferte, María Jimena Pereyra, Ximena Abarca, entre otros.
Desde mediados de la primera década del siglo 21, se ve una generación de músicos nuevos, que no nacieron en la dictadura, y no tienen militancia política, o al menos esta no influye en lo creativo. Esta generación de músicos se encuentra con una población que desea escuchar música popular nacional, tiene amplio acceso a internet y otros medios de comunicación y más poder adquisitivo que la generación anterior.
Además, esta generación cuenta con la tecnología para producir y distribuir sus creaciones musicales, de una manera que nunca antes existió, a través de formatos digitales. Los artistas independientes o "Indie" como son llamados en los países angloparlantes, tienen la capacidad de crear sin las limitaciones comerciales que muchas veces imponen los grandes sellos, esto les permite innovar, y también crear para pequeñas audiencias que de otra manera no podrían ser alcanzadas. Entre los mejor conocidos están: Anita Tijoux, Mon Laferte, Francisca Valenzuela, Álex Anwandter, Gepe, Javiera Mena, Pedropiedra, Camila Gallardo, Denise Rosenthal, María Colores, Teleradio Donoso, Ases Falsos, Planeta No, Astro, Primavera de Praga, Difuntos Correa, Niños del Cerro, y Dënver. Estos músicos comienzan a tener fama internacional fuera del continente americano, especialmente en España, el diario El País llama a Chile "El nuevo paraíso pop". Mención aparte merece la cantautora Mon Laferte que luego de una carrera como baladista en Chile, emigró a México en el año 2007, donde ha desarrollado su carrera de musical independiente y donde ha cultivando una gran cantidad de estilos musicales, gozando de gran popularidad en la nación azteca. En una línea más de cantautor acústico o indie folk también encontramos a Manuel García, Nano Stern, Chinoy, Camila Moreno, Pascuala Ilabaca, Fernando Milagros, Leo Quinteros, Javier Barría, Paz Court, Evelyn Cornejo, Paz Quintana, Natalia Contesse entre muchos otros. 
También en la segunda década del siglo 21 se realizan en Chile una serie de conciertos masivos, como la Cumbre del Rock Chileno, y Lollapalooza Chile que por primera vez se realiza fuera de los EE. UU. todos ellos con una enorme afluencia de público.
Desde fines de la década de 2010 el género trap y reguetón se tomó los rankings de música popular con un sinnúmero de figuras chilenas, entre las que destacan Paloma Mami, Princesa Alba, Marcianeke, Cris MJ, Standly, Pablo Chill-E, Polimá WestCoast, Pailita, Harry Nach, Ak4:20, Julianno Sosa y El Jordan 23.

## Jazz en Chile

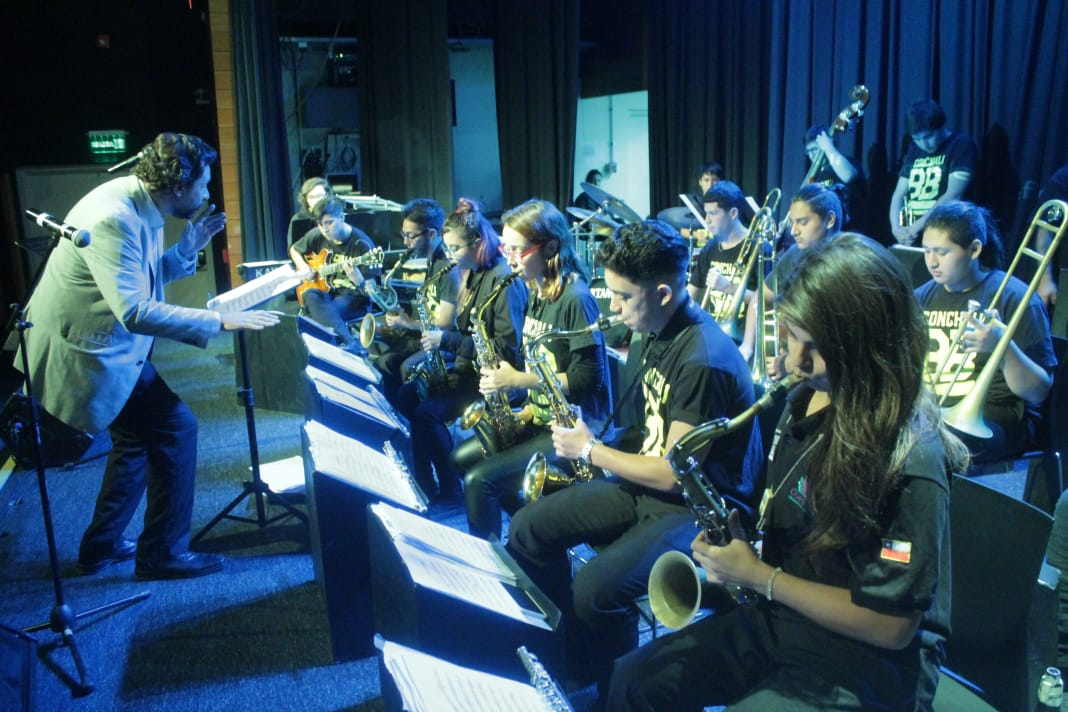
La Conchalí Big Band, orquesta juvenil que ha sido un semillero de destacados jazzistas nacionales.

La práctica del jazz es una de las manifestaciones de música popular de más larga data en Chile. Los indicios más regulares aparecen hacia los años 1920 en torno a la figura del compositor, violinista e investigador Pablo Garrido, gestor de los primeros conjuntos y orquestas de jazz locales. A partir de 1940, una nueva generación de músicos jóvenes se alineó con la improvisación jazzística más allá del jazz predecesor, al que consideraban comercial, bautizándolo hot jazz. Esto traería como consecuencia la fundación del Club de Jazz de Santiago en 1943 y la formación de la primera all-stars nacional, Los Ases Chilenos del Jazz, en 1944 y 1945.

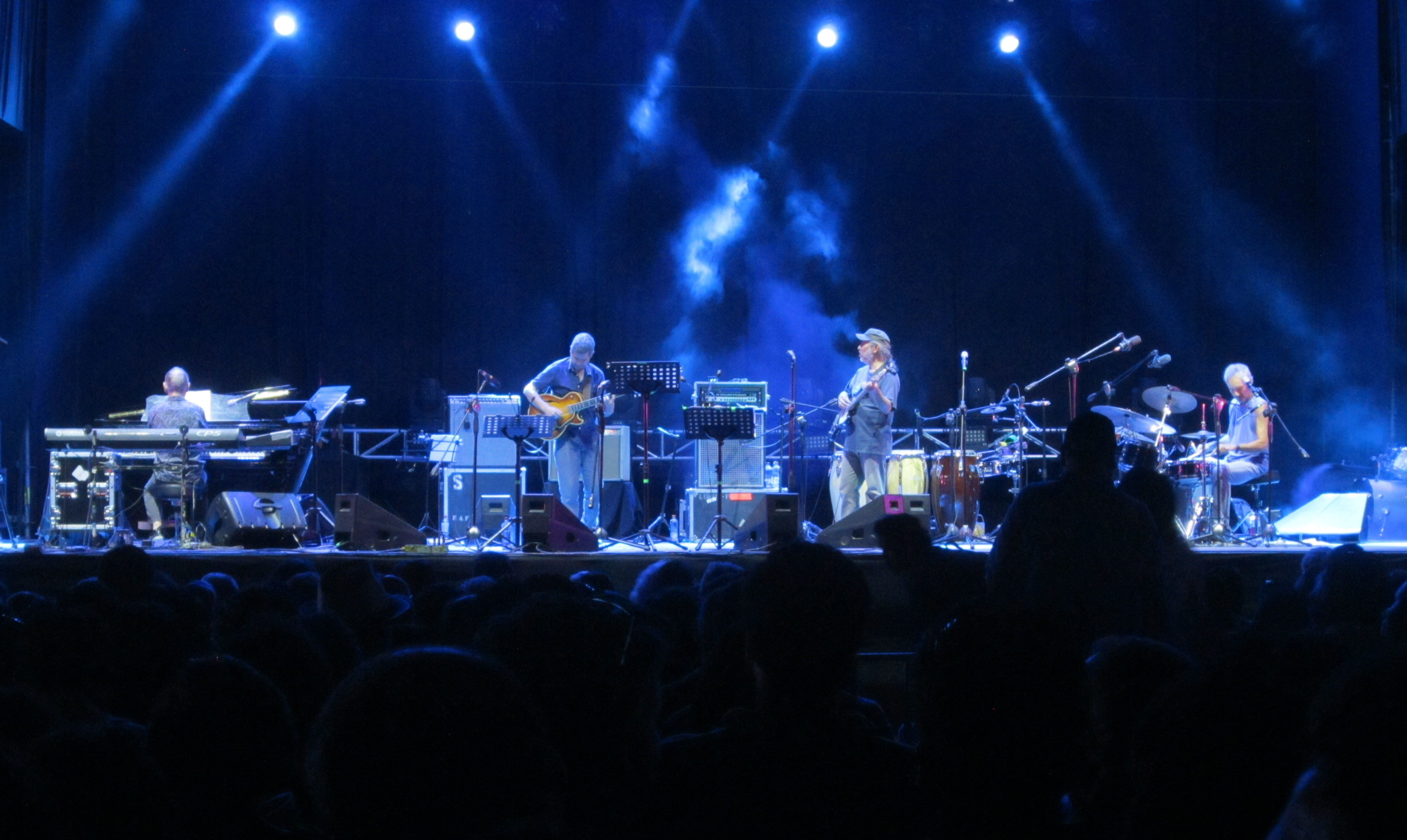
Grupo La Marraqueta.

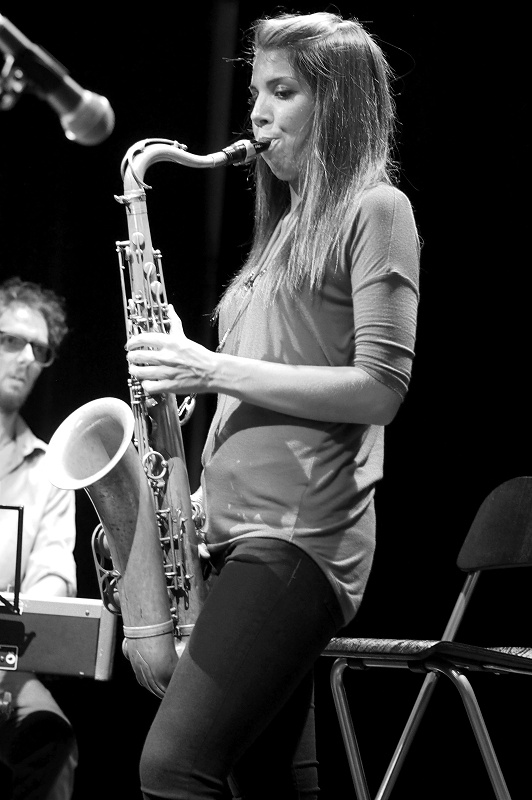
Melissa Aldana, saxofonista.

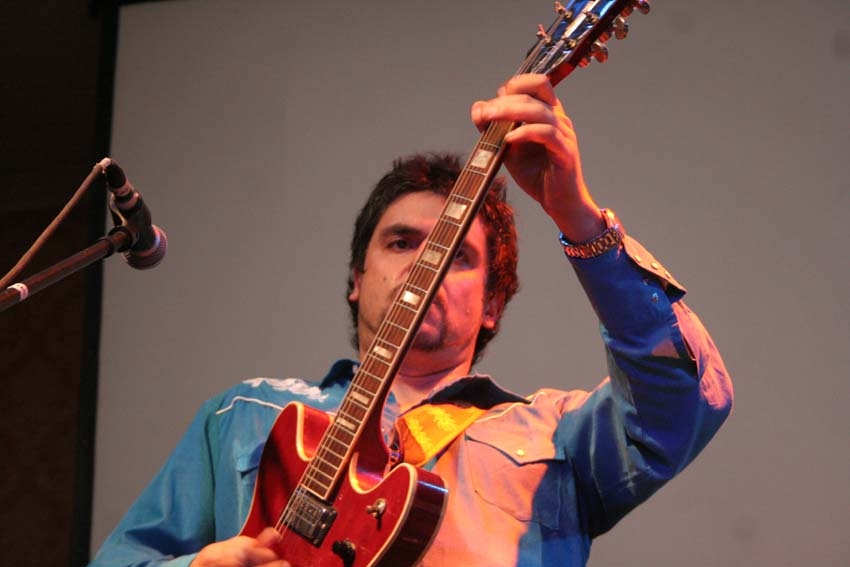
Ángel Parra, guitarrista de jazz.

El jazz moderno irrumpió en los años 1960 por iniciativa del pianista Omar Nahuel, a la cabeza del Nahuel Jazz Quartet. La banda no solo fue pionera en la puesta a punto de nuevas formas jazzísticas, como el bebop o el cool, sino que además reunió a músicos entusiastas de la figura de Charlie Parker y sus descendientes.
En los años 1970, como en todo el mundo, el jazz eléctrico instauró una novedosa forma expresiva y dio origen a nuevos solistas en Chile.
Desde los años 1980, el jazz ha contado en Chile con la posibilidad de formar músicos profesionales gracias a la creación de la Pro Jazz, la Escuela Moderna de Música y Danza y la Escuela de Música de la SCD, lo que ha permitido el desarrollo del lenguaje jazzístico durante las siguientes décadas. Con la creación del Festival Internacional Providencia Jazz en el año 2002, y el Festival de Jazz de Las Condes en 2006, junto a otros festivales comunales, el jazz ha logrado mayor difusión para el público no experto.
Actualmente, la escena nacional destaca por la multiplicidad de estilos, entre los que se destacan: el grupo La Marraqueta en la vanguardia del llamado «jazz criollo», una amplia variedad de grupos en la fusión latinoamericana, y las big bands, como la Conchalí Big Band o Los Andes Big Band, en el jazz tradicional como el bebop o el swing.
Entre las figuras del jazz contemporáneo chileno destacan: Jorge Vera, Ricardo Arancibia, Mariano Casanova, Cristián Cuturrufo, Federico Dannemann, Alejandro Espinosa, Mario Feito, Christian Gálvez, Pedro Greene, Martin Joseph, Ronnie Knoller, la Familia Lecaros, Mario Lecaros, Pablo Lecaros, Roberto Lecaros, Agustín Moya, Gonzalo Palma, Ángel Parra, Andrés Pérez Muñoz, Lautaro Quevedo, Felipe Riveros, Carla Romero, Moncho Romero, Melissa Aldana, Miguel Sacaan y Nicolás Vera, José Gil, Antonio Lambertini, Camila Meza, Jorge Caraccioli y los grupos Los Titulares, La Marraqueta, Ángel Parra Trío, Holman Trío, Contracuarteto, Caravana Trío, Antonio Monasterio Ensamble, Jazzimodo y Ensamble Quintessence, entre muchos otros.

## Música docta
|                                         |
| José Zapiola Cortés, compositor chileno |

|                                               |
| Claudio Arrau, el pianista chileno más famoso |

|              |
| Enrique Soro |

|                                                                 |
| Hans Helfritz compositor de origen alemán nacionalizado chileno |

|                                          |
| Rosita Renard destacada pianista chilena |

Chile cuenta con un considerable número de artistas destacados en la música clásica, o también llamada docta, para no ser confundida la Música del Clasicismo.
Ha contado con importantes compositores, intérpretes y directores durante distintos períodos de su historia, especialmente durante el siglo XIX y XX.
Entre los compositores, algunos de los más destacados son: José Zapiola, Enrique Soro, Domingo Santa Cruz, Pedro Humberto Allende, Fernando García y Miguel Farías. Allende, por ejemplo, buscó incorporar elementos de la identidad chilena en sus obras, dándoles características de tipo patriótico. Obras como La Voz de las Calles (Poema Sinfónico), sus Doce Tonadas para Piano tienen una clara intención de acercarse a las raíces folclóricas de Chile. Su destacado Concierto Sinfónico para Violoncello y Orquesta (Obra Principal del compositor y cuya riqueza rítmica destacó el mismísimo Debussy, en una carta).
Entre otros de los compositores que se inclinaron por temas de origen nacional, podemos encontrar a Vicente Bianchi conocido por la musicalización de los poemas de Pablo Neruda, como también por su Misa a la Chilena y otros eventos litúrgicos o Fernando García, quien también utilizó textos de Neruda, como en su obra "América insurrecta", o poemas de Vicente Huidobro.
Alfonso Leng, es conocido como un heredero del postromanticismo Wagneriano, con sus internacionalmente aclamadas Doloras. También destacan Cirilo Vila (Discípulo de Olivier Messiaen), Luis Advis (Quien consolida la Cantata Popular con Obras como la Cantata de Santa María de Iquique), Gustavo Becerra-Schmidt, Santiago Vera-Rivera, Carlos Riesco, Roberto Falabella, Nina Frick, Carlos Isamitt, Raposo Acevedo, Andrés Alcalde, Leni Alexander, René Amengual, Próspero Bisquertt, Gabriel Brncic, Salvador Candiani, Acario Cotapos, Roberto Falabella, Fernando García Arancibia, Celso Garrido Lecca, Alejandro Guarello, Hans Helfritz, María Elena Hurtado, Carlos Isamitt, Tomás Lefever, Alfonso Letelier, Eduardo Maturana, Alfonso Montecinos, Juan Orrego Salas, Roberto Puelma, Carlos Riesco, Claudio Spies, Andrés Steinfort, Jorge Urrutia Blondel, Abelardo Quinteros y Darwin Vargas, entre otros.
Entre los directores más destacados, además de los compositores previamente mencionados, está, Fernando Rosas Pfingsthorn creador de las orquestas juveniles e infantiles, un gran aporte a la educación, y la promoción de la música en el país y los aclamados Armando Carvajal y Juan Pablo Izquierdo.

### Intérpretes destacados
Entre los intérpretes más destacados esta el internacionalmente conocido Claudio Arrau famoso por sus interpretaciones profundas de un repertorio extenso, que incluía desde el Barroco hasta los compositores del siglo XX, y que destacó principalmente por las interpretaciones románticas de autores como Franz Liszt, Robert Schumann y especialmente Beethoven. Otros pianistas importantes han sido Rosita Renard, Óscar Gacitúa Weston, Roberto Bravo, y Alfredo Perl.
En la actualidad, la música docta chilena ha tenido un fuerte impulso gracias a la difusión que le ha dado importantes guitarristas como Luis Orlandini, Eulogio Dávalos Llanos, Nicolás Emilfork, Romilio Orellana, Carlos Pérez y Juan Antonio Escobar. La música docta también ha influido notablemente en la obra de compositores que han fusionado esta con estilos latinoamericanos, destacándose: Juan Antonio Sánchez, Antonio Restucci, y Horacio Salinas.
Actualmente, en circuitos internacionales existe mucha presencia de músicos chilenos como intérpretes y en el ámbito de la composición, especialmente en países como Alemania, Estados Unidos y Austria.

### Hitos de la música docta en Chile
El director de orquesta Jorge Peña Hen logró interpretar en 1960 la "Pasión según San Mateo" de Bach por primera vez en Chile, un oratorio monumental que no había sido posible interpretar en el país sudamericano. Peña Hen lo hizo en La Serena, donde creó las primeras orquestas juveniles de Chile y bajo el marco del décimo aniversario de la Sociedad Bach de La Serena. En tanto, el conductor Paolo Bortolameolli interpretó en el verano de 2023, en el Teatro Caupolicán de Santiago, la Octava Sinfonía de Gustav Mahler por primera vez en Chile. Aunque hubo intentos anteriores, todos fracasaron debido a la exigencia de la partitura, que requiere entre los coros y ejecutantes unos 600 músicos para ser interpretada, según Mahler lo dejó estipulado. Bortolameolli lo consiguió con integrantes actuales e históricos de la Fundación de Orquestas Juveniles e Infantiles de Chile (FOJI) junto a coros invitados de todo el país.
En el Octavo Festival de Música Chilena de 1962, organizado por la Universidad de Chile, el compositor y musicólogo Fernando García presentó la obra América Insurrecta, inspirada en los versos de Canto General de Pablo Neruda. Esta pieza dodecafónica es considerada una de las primeras creaciones de música de tradición escrita en Chile con contenido social. Su entreno generó una reyerta entre los asistentes, debido a que hasta la fecha era considrado una ofensa mezclar la música clásica con la cuestión social.

## Sociedad Chilena del Derecho de Autor
Luego de más de 50 años de administración estatal, en 1987 nació la Sociedad Chilena del Derecho de Autor (SCD), una organización privada de autores, que tiene como finalidad dotar a los artistas con herramientas eficaces para promover y recaudar los derechos de sus obras.
Asimismo, la SCD realiza una labor en el ámbito del desarrollo de la cultura musical chilena mediante acciones de promoción y difusión del repertorio, capacitación y formación de nuevas generaciones de músicos, así como en materias sociales y de salud de sus socios mediante las prestaciones asistenciales.

### Figura fundamental de la música chilena
Como un reconocimiento a la trayectoria, la influencia y el legado de los artistas chilenos en la historia musical del país, la SCD distingue anualmente a uno de ellos como «figura fundamental de la música chilena». La elección la lleva a cabo el Consejo directivo de la SCD y la ceremonia de entrega de la distinción ocurre a fines de año. Los galardonados han sido los siguientes artistas chilenos:
- 1987 José Goles
- 1988 Luis Aguirre Pinto
- 1989 Francisco Flores del Campo
- 1990 Vicente Bianchi
- 1991 Donato Román y Ester Soré
- 1992 Valentín Trujillo
- 1993 Margot Loyola
- 1994 Gabriela Pizarro
- 1995 Antonio Prieto
- 1996 Dúo Rey-Silva
- 1997 Los Jaivas
- 1998 Hernán «Nano» Núñez
- 1999 Sonia y Myriam
- 2000 Fernando Rosas
- 2001 Luis Advis
- 2002 Los Ángeles Negros
- 2003 Isabel y Ángel Parra
- 2004 Patricio Manns
- 2005 Lucho Gatica
- 2006 Buddy Richard
- 2007 Silvia Infantas
- 2008 Los Huasos Quincheros
- 2009 Palmenia Pizarro
- 2010 Tito Fernández «el Temucano»
- 2011 Cecilia
- 2012 Calatambo Albarracín
- 2013 Fernando García
- 2014 Roberto Lecaros
- 2015 Gastón Guzmán
- 2016 Willy Bascuñán
- 2017 Quilapayún
- 2018 Jorge González
- 2019 Carmen Barros
- 2020 Eduardo Gatti
- 2021 José Alfredo Fuentes
- 2022 Ginette Acevedo y Julio Zegers
- 2023 Myriam Hernández y La Sonora de Tommy Rey
- 2024 Fernando Ubiergo y Mazapán

## Instituciones educacionales de música
- Depto de Ed. Musical, UMCE
- Conservatorio de Música Armando Moraga Molina de Antofagasta
- Departamento de Música y Sonología de la Universidad de Chile (anteriormente Conservatorio Nacional de Música)
- Instituto de Música de la Pontificia Universidad Católica de Chile
- Instituto de Música de la Universidad Alberto Hurtado
- Escuela Moderna de Música y Danza
- Escuela de sonido, Instituto Profesional Arcos
- Instituto Profesional Projazz
- Escuela de Música de la Universidad Arcis (anteriormente la Escuela de Música de la SCD.)
- Conservatorio de Música de la Universidad Mayor
- Instituto de Música de la Universidad Católica de Valparaíso
- Conservatorio de Música de la Universidad Austral
- Escuela de Arte de la Universidad de las Américas
- Universidad del Pacífico
- Departamento de Música de la Universidad de Antofagasta
- Departamento de Música de la Universidad de La Serena
- Departamento de Música de la Universidad de Concepción
- Escuela de Música de la Universidad UNIACC
- Escuela de música de la Universidad de Talca
- Escuela de música de la Universidad Academia de Humanismo Cristiano

## Eventos musicales

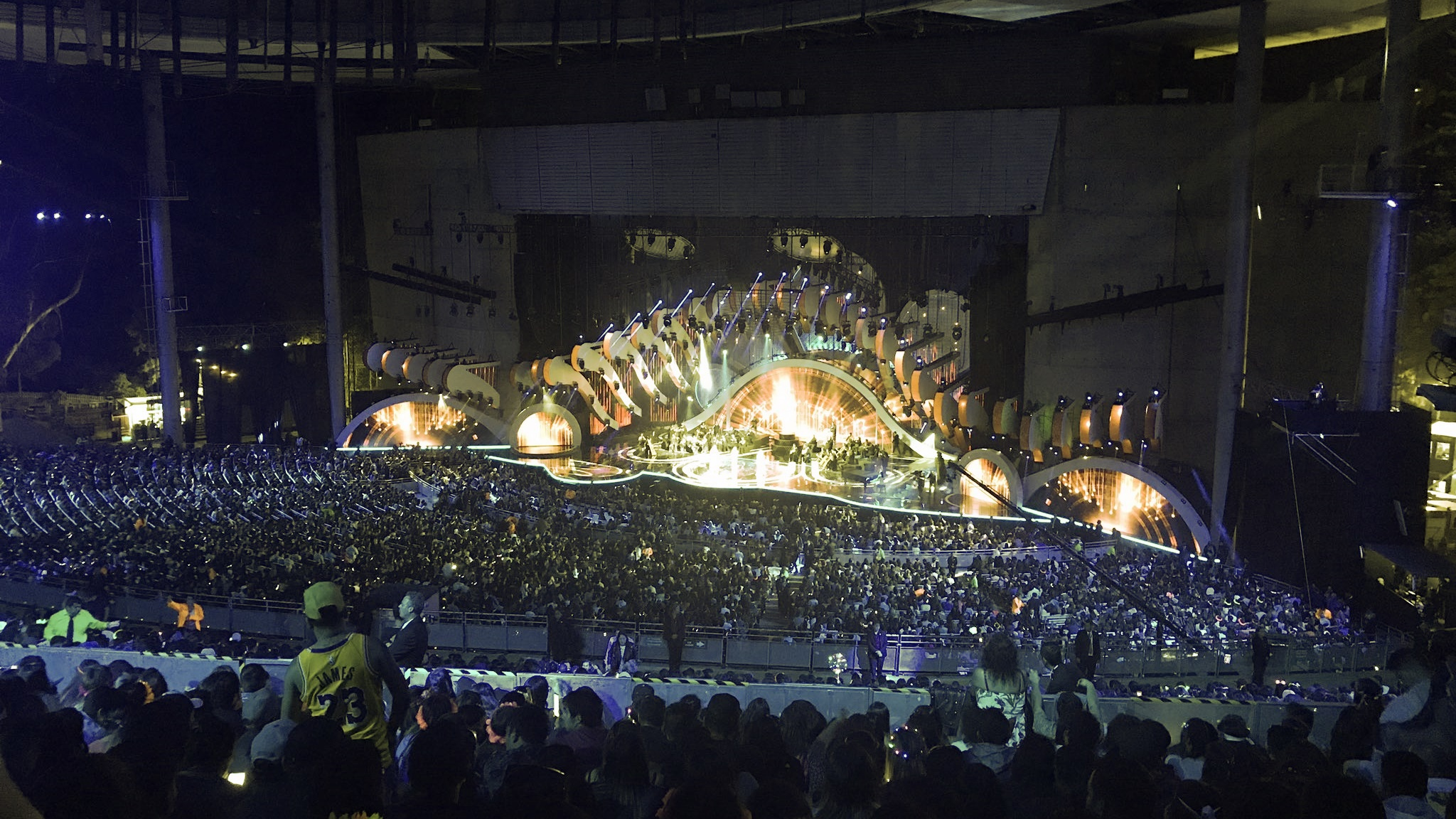
Festival de Viña del Mar, principal evento musical de Chile.

- Festival Internacional de la Canción de Viña del Mar
- Festival del Huaso de Olmué
- Lollapalooza Chile
- Cumbre del Rock Chileno
- Festival de Iquique
- Festival de Antofagasta
- Semana de la Independencia
- Semanas Musicales de Frutillar
- Festival Internacional de Jazz de Puerto Montt
- Festival Internacional Providencia Jazz
- Carnaval cultural de Valparaíso
- Festival Internacional de Música Antigua Europea y Americana - FIMA USACH
- Rock en Conce

## Por décadas
1950 |1960 |1970 |1980 |1990 |2000 |2010 |2020